# Afrika
Afrika a kb. 30 millió négyzetkilométernyi területével a Föld második legnagyobb kontinense a gyakori 7 kontinens szerinti felosztásban, más felosztásban a harmadik. A szárazföldi területek 20%-át fedi le.
1,46 milliárd fős népességével (2023) a  második legnépesebb kontinens, és a világ népességének közel 18%-át adja.
Politikailag ötvennégy szuverén állam, két nem elismert, de facto állam (Szomáliföld, Puntföld) és egy bizonytalan státuszú terület alkotja (Nyugat-Szahara).
Kulturális életével; gazdasági, politikai és társadalmi problémáinak tanulmányozásával az afrikanisztika  foglalkozik.

## Elhelyezkedése
Afrikát kelet-nyugati irányban átszeli az Egyenlítő, észak-déli irányban a 0°-os kezdő hosszúságú kör. Az egyetlen kontinens, amely az északi és déli, keleti és nyugati félgömbön egyaránt elhelyezkedik.
A hatalmas földrészt Európától a mindössze 14 km széles Gibraltári-szoros, továbbá a Földközi-tenger, Ázsiától a Szuezi-csatorna, a Vörös-tenger és az Ádeni-öböl választja el.
A kontinens nyugati határát az Atlanti-óceán, a keletit az Indiai-óceán jelenti.

## Etimológia
Afrika a latin terra africa kifejezésből kapta a nevét, az ókori rómaiak hívták így Afrika általuk ismert, északi partvidékét, ahol hasonló nevű provinciát is alapítottak. Feltehetőleg a latin africa („napfényes”) vagy a görög a phriké („nem hideg”) szóból ered. A Szuda-lexikon további lehetséges etimológiát is kínál, itt ugyanis a tengerjáró karthágóiak (aphroi) legendás királya Aphrosz, az egyik halkentaur, Libüa apja. Lehetséges azonban, hogy ez a késői irodalmi mű már visszafelé gondolkodik, és Aphrosz nevével próbálja megindokolni a már létező Afrika nevet.

## Régiók

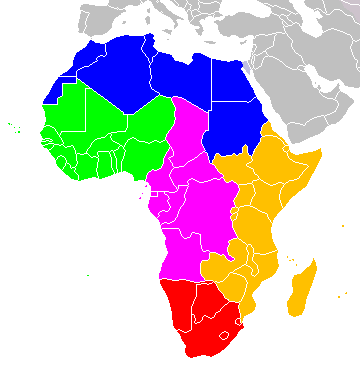
Afrika régiói az ENSZ felosztása szerint.

- Észak-Afrika: Algéria • Egyiptom • Líbia • Marokkó • Szudán • Tunézia • illetve a vitatott jogállású Nyugat-Szahara
- Nyugat-Afrika: Benin • Bissau-Guinea • Burkina Faso • Elefántcsontpart • Gambia • Ghána • Guinea • Kamerun • Libéria • Mali • Mauritánia • Niger • Nigéria • São Tomé és Príncipe • Sierra Leone • Szenegál • Togo • Zöld-foki-szigetek
- Közép-Afrika: Csád • Egyenlítői-Guinea • Gabon • Kongói Köztársaság • Kongói Demokratikus Köztársaság • Közép-afrikai Köztársaság
- Kelet-Afrika: Burundi • Comore-szigetek • Dzsibuti • Eritrea • Etiópia • Kenya • Madagaszkár • Mauritius • Ruanda • Seychelle-szigetek • Szomália (ezen belül Szomáliföld és Puntföld) • Tanzánia • Uganda
- Dél-Afrika: Angola • Botswana • Dél-afrikai Köztársaság • Lesotho • Malawi • Mozambik • Namíbia • Szváziföld • Zambia • Zimbabwe

## Országok

Afrika politikai térképe

Az egyes országok területéről, lakosságáról, fővárosáról és fővárosának lakosságáról lásd az Afrika országai listát!
| Független államok                                          |
| ---------------------------------------------------------- |
| Algéria                                                    |
| Angola                                                     |
| Benin                                                      |
| Bissau-Guinea                                              |
| Botswana                                                   |
| Burkina Faso                                               |
| Burundi                                                    |
| Comore-szigetek                                            |
| Csád                                                       |
| Dél-afrikai Köztársaság                                    |
| Dél-Szudán                                                 |
| Dzsibuti                                                   |
| Egyenlítői-Guinea                                          |
| Egyiptom                                                   |
| Elefántcsontpart                                           |
| Eritrea                                                    |
| Etiópia                                                    |
| Gabon                                                      |
| Gambia                                                     |
| Ghána                                                      |
| Guinea                                                     |
| Kamerun                                                    |
| Kenya                                                      |
| Kongói Köztársaság                                         |
| Kongói Demokratikus Köztársaság                            |
| Közép-afrikai Köztársaság                                  |
| Lesotho                                                    |
| Libéria                                                    |
| Líbia                                                      |
| Madagaszkár                                                |
| Malawi                                                     |
| Mali                                                       |
| Marokkó                                                    |
| Mauritánia                                                 |
| Mauritius                                                  |
| Mozambik                                                   |
| Namíbia                                                    |
| Niger                                                      |
| Nigéria                                                    |
| Ruanda                                                     |
| São Tomé és Príncipe                                       |
| Seychelle-szigetek                                         |
| Sierra Leone                                               |
| Szenegál                                                   |
| Szomália                                                   |
| Szudán                                                     |
| Szváziföld                                                 |
| Tanzánia                                                   |
| Togo                                                       |
| Tunézia                                                    |
| Uganda                                                     |
| Zambia                                                     |
| Zimbabwe                                                   |
| Zöld-foki Köztársaság                                      |
| Afrikai területtel is rendelkező európai és ázsiai államok |
| Franciaország                                              |
| Jemen                                                      |
| Portugália                                                 |
| Spanyolország                                              |
| Függő területek                                            |
| Francia déli és antarktiszi területek                      |
| Mayotte                                                    |
| Brit Indiai-óceáni terület                                 |
| Szent Ilona                                                |
| Nem elismert, de facto államok                             |
| Szomáliföld                                                |
| Puntföld                                                   |
| Bizonytalan státuszú területek                             |
| Nyugat-Szahara                                             |

## A földrész elhatárolása

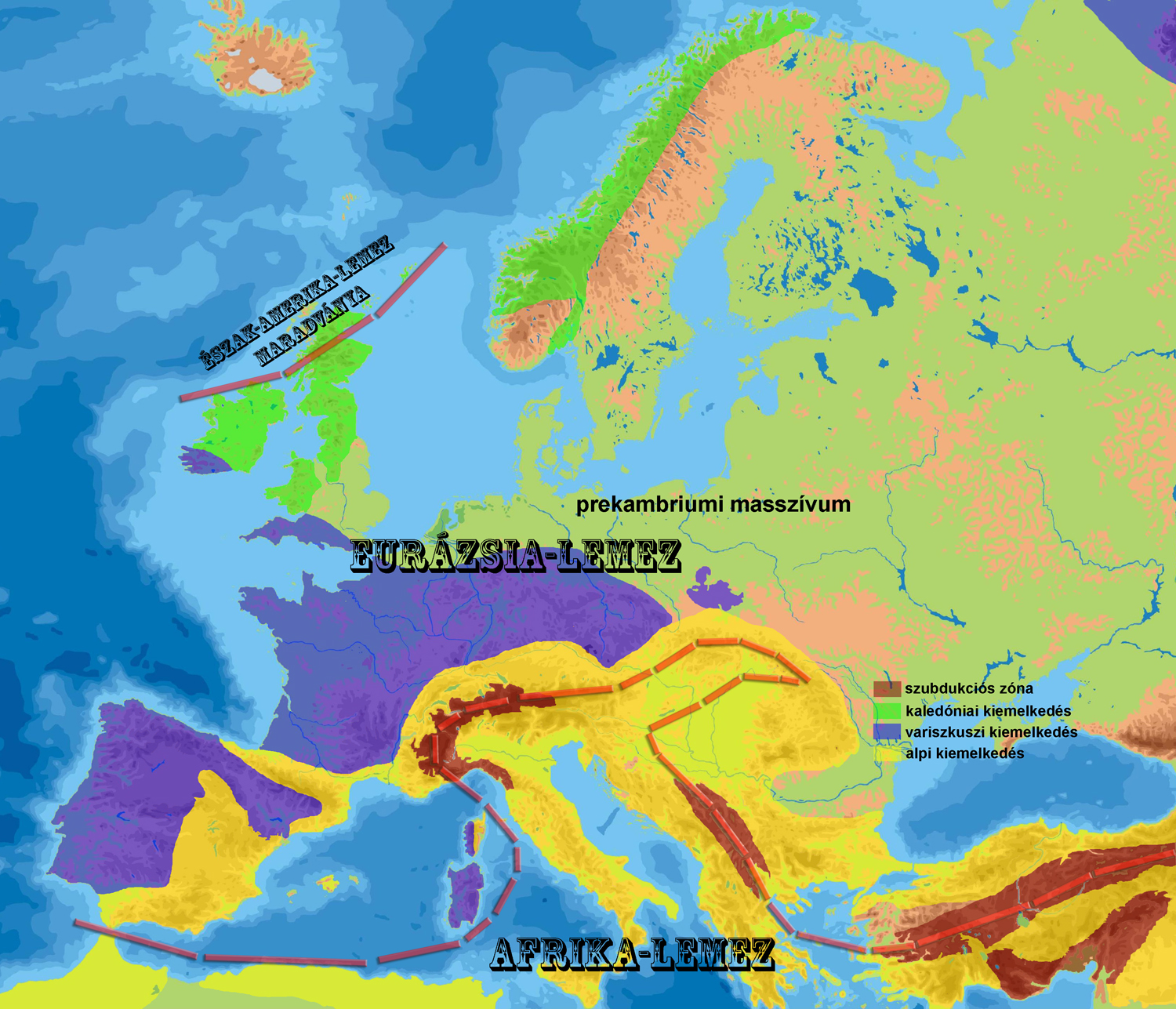
A térképen vastag szaggatott vonallal az Afrika-lemez és az Eurázsia-lemez határa szerepel

Afrika kontinentális határai általában a self szélével azonosak. Nyugaton az Atlanti-óceán, keleten az Indiai-óceán aljzata határolja. Csatlakozik még az Antarktiszi-lemezhez délen. A kontinens geológiai értelemben vett északnyugati határa az Atlasz-hegység déli lábainál van. Ez a térség azonban az alpi orogén fázis során teljesen hozzáforrt a lemezhez, ezért a lemezhatár jelenleg a Gibraltári-szoroson halad keresztül. Az Afrika-lemezhez tartozik az Appennini-félsziget, a Kárpát-medence északnyugati része és az Adriai-tengert keletről határoló Dinári-hegység keleti fele. Északkeleten az Arab-félsziget még félig-meddig az Afrika-lemezhez tartozik. Bár már megkezdte a leszakadást, a Vörös-tenger közepén kialakulóban van az óceáni árok és maga az Arábiai-lemez létrejött. Afrikához az összefüggő szárazföldön kívül csak Madagaszkár és a Kanári-szigetek tartozik.
Afrika a geológiailag nem túl távoli időben – nagyjából húszmillió éven belül – két további részre szakad majd a Kelet-afrikai árok mentén. A földrész a Pangea feldarabolódása idején alakult ki a mai formájában, de magába foglalja az őskratonok egyikét is, így a földtörténet folyamán a kontinens tulajdonképpen mindig is létezett.

## Keletkezése és felszíne

### Keletkezése
A kontinens alapját képező ősföldet a földkéreg megszilárdult darabjai alkotják. Kőzetanyaguk főleg a kristályos gránit. Ez az ősfölddarab feldarabolódott és megsüllyedt. Az óidőben és a középidőben a nagy részét elöntötte a tenger, és belőle 150 millió év alatt vastag, vízszintes üledékrétegek rakódtak le. Pl.: agyag, mészkő, homokkő. A terület (megemelkedése és tenger visszahúzódása után) vízszintes kőzetrétegekből álló táblás vidékké formálódott. Az újidő elején, a harmadidőszakban erőteljes kéregmozgások hatására a kontinens keleti és déli peremvidéke feldarabolódott. A vetődéses árkokban ma mély tavak sorakoznak. A törésvonalak mentén vulkáni tevékenység nyomán megolvadt kőzetanyag ömlött a felszínre, vulkáni hegyeket emelve, takarókat alkotva (pl.: Kilimandzsárócsoport, Teleki-vulkán). Ezek kőzetanyaga a bazalt. A harmadidőszakban emelkedett ki a kontinens egyetlen gyűrthegysége, az Atlasz, az Eurázsiai-hegységrendszer tagja. Ez a hegységrendszer az Afrikából kiinduló, Európán, majd Ázsián át főleg nyugati, keleti irányba húzódó, fiatal hegységekből álló óriási vonulat. A negyedidőszak elejére kialakult a kontinens mai arculata. Ezután csupán keskeny tengerparti síkságok képződtek. A szárazföld felszínét a külső erők munkája tovább alakította. A folyamat napjainkban is tart.

### Felszíne
A kontinenst a tengerszint feletti magasság alapján Magas- és Alacsony-Afrikára osztják összesen nyolc, illetve kilenc földrajzi nagytájjal.
- Magas-Afrika a földrész keleti és délkeleti részét foglalja magába. Felszíne magasan fekvő medencékből és magasföldekből áll. A magasföldeket árokrendszerek tagolják és vulkáni kúpok teszik változatossá. A mai felszín kialakításában a vetődések (röghegységek, árkok) és az erózió játszott szerepet; a vulkáni tevékenység jelentősége kisebb. Nagytájai északkeletről dél felé haladva:
  - az Etióp-,
  - a Kelet-afrikai- és
  - a Dél-afrikai-magasföld.

Ugyancsak magas táj a kontinens legfiatalabb hegysége,
- - az Atlasz is. Északnyugaton húzódó vonulatai hosszanti völgyeket és fennsíkokat fognak közre.
- Alacsony-Afrikához változatos formakincsű tájak tartoznak:
  - a Szahara kiterjedt táblás vidék, hatalmas sivatag, aminek területén hazánk kb. 90-szer férne el. A fő felszínformáló erő itt a hőmérséklet-változás és a szél. A nagy hőingás elaprózza a kőzeteket, így alakulnak ki a kősivatagok. A homokká kopott kőzettörmeléket a szél az egykori tavak kiszáradt medreiben dűnékbe rendezi. Csapadékos időszak emlékét őrzik az agyagsivatagok.
  - Szudánban a kristályos gránittömbök többhelyütt szigethegyekként emelkednek ki környezetükből. Vannak itt vulkáni kúpok, fiatal törmelékekkel fedett felszínek és magasföldek is.
  - Felső-Guinea, azaz a Guineai-öböl partvidéke változó szélességű, termékeny alföld, ami a folyóvölgyekben mélyen benyúlik a táblás vidékek közé.
  - a Kongó-medence központi része megsüllyedt; ezt minden oldalról meredek peremküszöbök határolják. Egyetlen természetes kijárója az Atlanti-óceán felé nyílik. Folyói és mellékfolyói a lépcsős felszín miatt zuhatagok sorozatával érik el a síkságot.
  - a Kalahári-medence a déli mérsékelt öv és a forró öv határán fekszik (egyes beosztásokban a Dél-afrikai-magasföld része).[17]

## Földrajz
Földrajza rendkívül változatos, legmagasabb pontja a Kilimandzsáró, melynek magassága 5895 méter, ugyanakkor a Szahara sivatagos területe 90-szer nagyobb hazánkénál.
- Legnagyobb területű országa Algéria,
- legnépesebb országa Nigéria,
- leghosszabb folyója a Nílus (6695 kilométer, egyben a Föld második leghosszabb folyója),[18]
- legnagyobb szigete pedig Madagaszkár.

Színes növény- és állatvilágát számos nemzeti parkban védik.

### Szigetek
Madagaszkár kivételével Afrika szigetei kis méretűek. Madagaszkár 595 ezer km²-es területével a Föld negyedik legnagyobb szigete, Grönland, Új-Guinea és Borneó után. Az Indiai-óceánban helyezkedik el, a kontinenstől délkeletre, amelytől a 400 km széles Mozambiki-csatorna választja el.
Madagaszkártól keletre található Mauritius és Réunion szigete.
További szigetek: keleten Szokotra, a Guineai-öbölben São Tomé és Príncipe, nyugaton a Kanári-szigetek és a Zöld-foki-szigetek.

### Legnagyobb területű és népességű országok
|    | Ország                          | Afrika %-ban | Területe km2 |
| -- | ------------------------------- | ------------ | ------------ |
| 1  | Algéria                         | 7,9%         | 2 381 741    |
| 2  | Kongói Demokratikus Köztársaság | 7,7%         | 2 344 858    |
| 3  | Szudán                          | 6,2%         | 1 861 484    |
| 4  | Líbia                           | 5,8%         | 1 759 540    |
| 5  | Csád                            | 4,2%         | 1 284 000    |
| 6  | Niger                           | 4,2%         | 1 267 000    |
| 7  | Angola                          | 4,1%         | 1 246 700    |
| 8  | Mali                            | 4,1%         | 1 240 192    |
| 9  | Dél-afrikai Köztársaság         | 4,0%         | 1 221 037    |
| 10 | Etiópia                         | 3,6%         | 1 104 300    |

|    | Ország                          | Afrika %-ban | Népesség (2022-ben) | %-os növekedés |
| -- | ------------------------------- | ------------ | ------------------- | -------------- |
| 1  | Nigéria                         | 15,3%        | 223 804 000         | 2,4%           |
| 2  | Etiópia                         | 8,7%         | 126 527 000         | 2,6%           |
| 3  | Egyiptom                        | 7,7%         | 111 942 000         | 1,6%           |
| 4  | Kongói Demokratikus Köztársaság | 7,0%         | 102 263 000         | 3,3%           |
| 5  | Tanzánia                        | 4,6%         | 67 438 000          | 3,0%           |
| 6  | Dél-afrikai Köztársaság         | 4,1%         | 59 414 000          | 0,9%           |
| 7  | Kenya                           | 3,8%         | 55 100 000          | 2,0%           |
| 8  | Uganda                          | 3,3%         | 48,582,000          | 2,8%           |
| 9  | Szudán                          | 3,3%         | 48,109,000          | 2,6%           |
| 10 | Algéria                         | 3,1%         | 45,606,000          | 1,6%           |

### Hegységek és hegyek

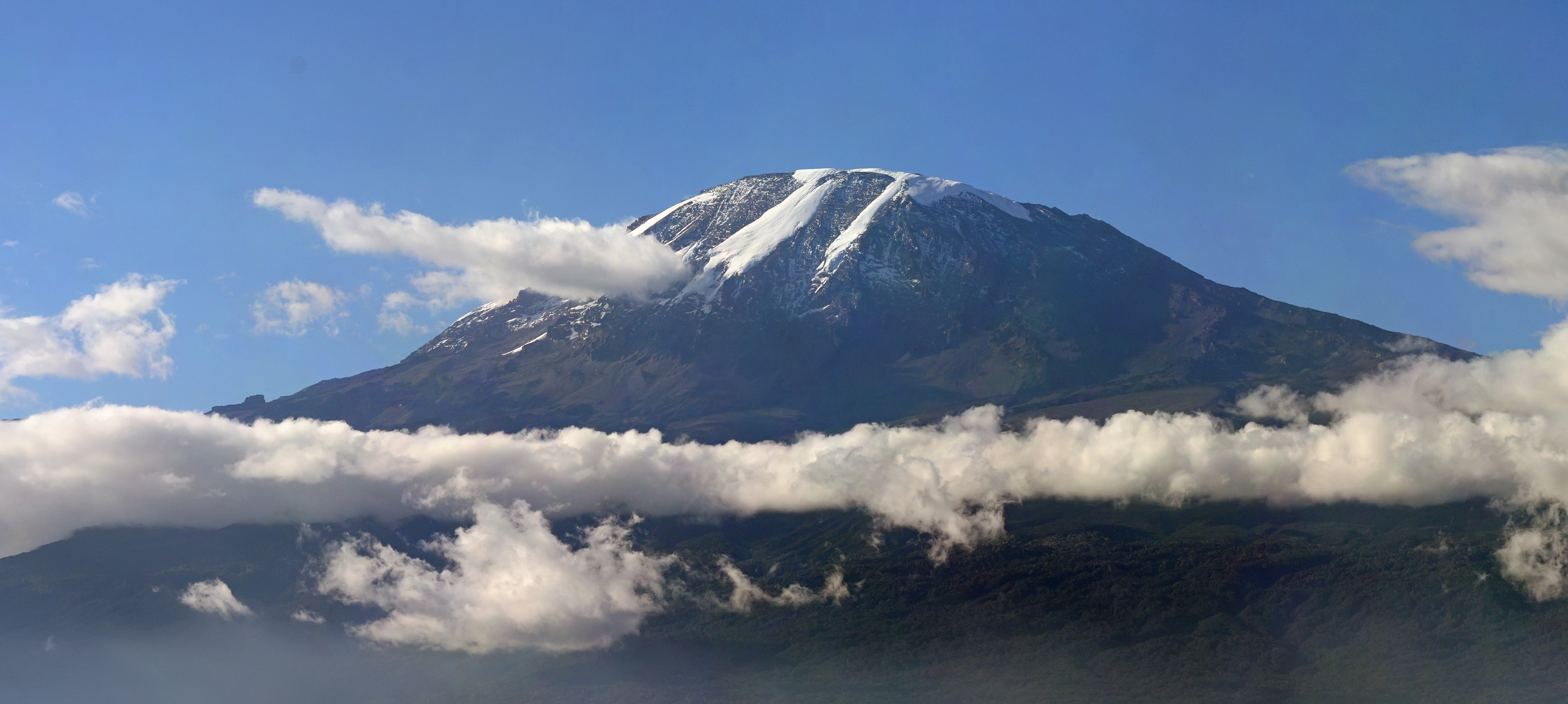
A Kilimandzsáró

Az öt legmagasabb afrikai hegység és legmagasabb csúcsaik:
| Hegység          | Legmagasabb csúcs | Magasság | Állam                                     |
| Kilimandzsáró    | Kibo-hegy         | 5895 m   | Tanzánia                                  |
| Kenya-hegy       | Batian            | 5199 m   | Kenya                                     |
| Rwenzori-hegység | Stanley-hegy      | 5109 m   | Kongói Demokratikus Köztársaság és Uganda |
| Etióp-magasföld  | Ras Dashan        | 4620 m   | Etiópia                                   |
| Virunga-hegység  | Karisimbi         | 4507 m   | Kongói Demokratikus Köztársaság és Uganda |

A fentieken kívül az Atlasz hegység a 4165 m-es Tubkal-heggyel Marokkóban, a 4562 m-es Meru-hegy Tanzániában és a 4095 m-es Kamerun-hegy Kamerunban szintén a kontinens magasabb hegységei közé tartoznak.

#### Medencék és fennsíkok
| Medence          | Állam                                                                            | Medencéket elválasztó fennsík neve | Elválasztja                   |
| ---------------- | -------------------------------------------------------------------------------- | ---------------------------------- | ----------------------------- |
| Csád-medence     | Csád                                                                             | Azande-fennsík                     | Kongó- és a Csád-medencét     |
| Kongó-medence    | Kamerun, Közép-afrikai Köztársaság, Gabon, Egyenlítői-Guinea, Kongói Köztársaság | -                                  | -                             |
| Kalahári-medence | Namíbia, Botswana, Dél-afrikai Köztársaság, Angola, Zambia, Zimbabwe             | Lunda-fennsík                      | Kalahári- és a Kongó-medencét |

## Vízrajz

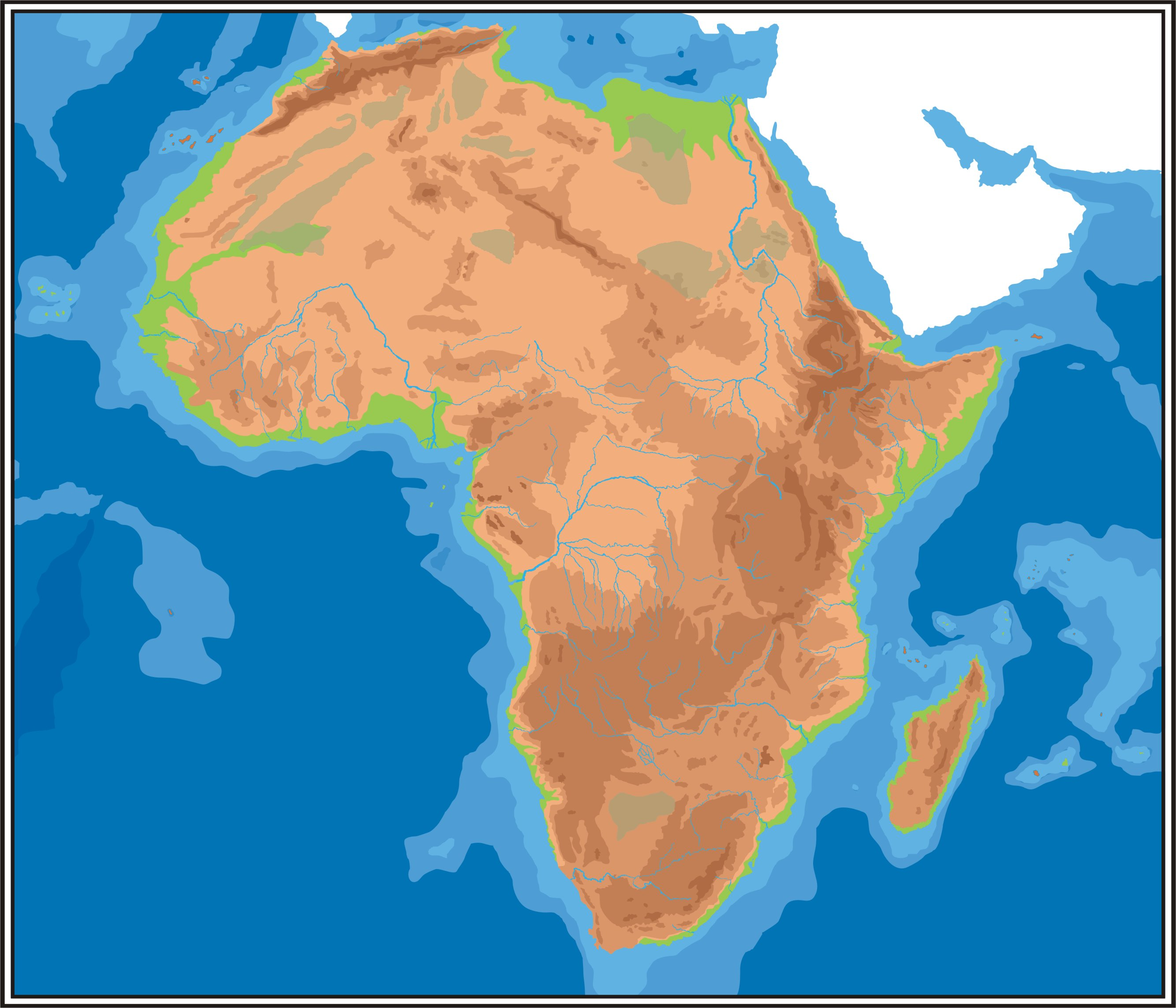
Afrika hegy- és vízrajza

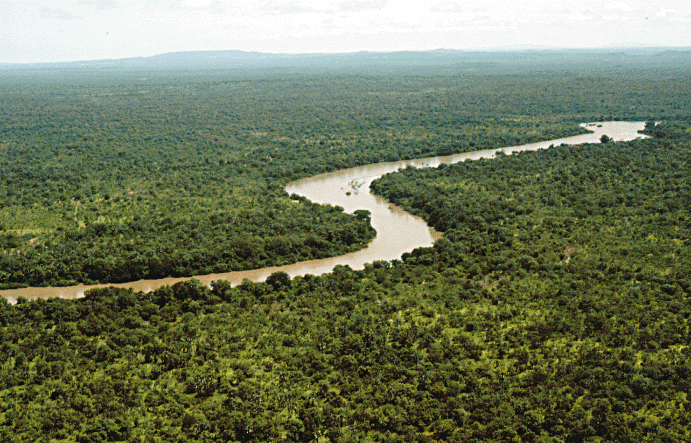
Az esőerdőkkel övezett Gambia folyó, Szenegál

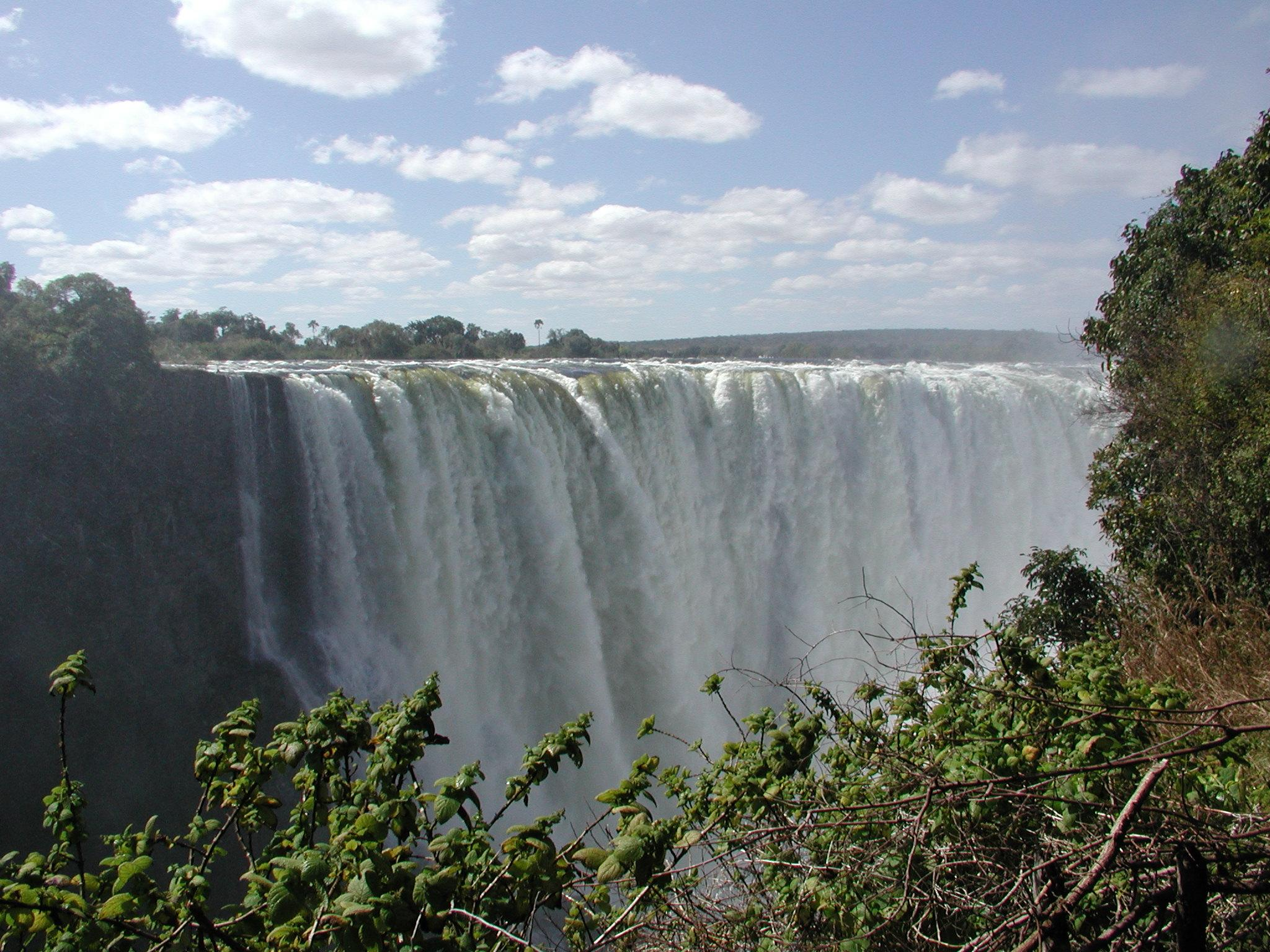
A Viktória-vízesés a Zambézi folyón

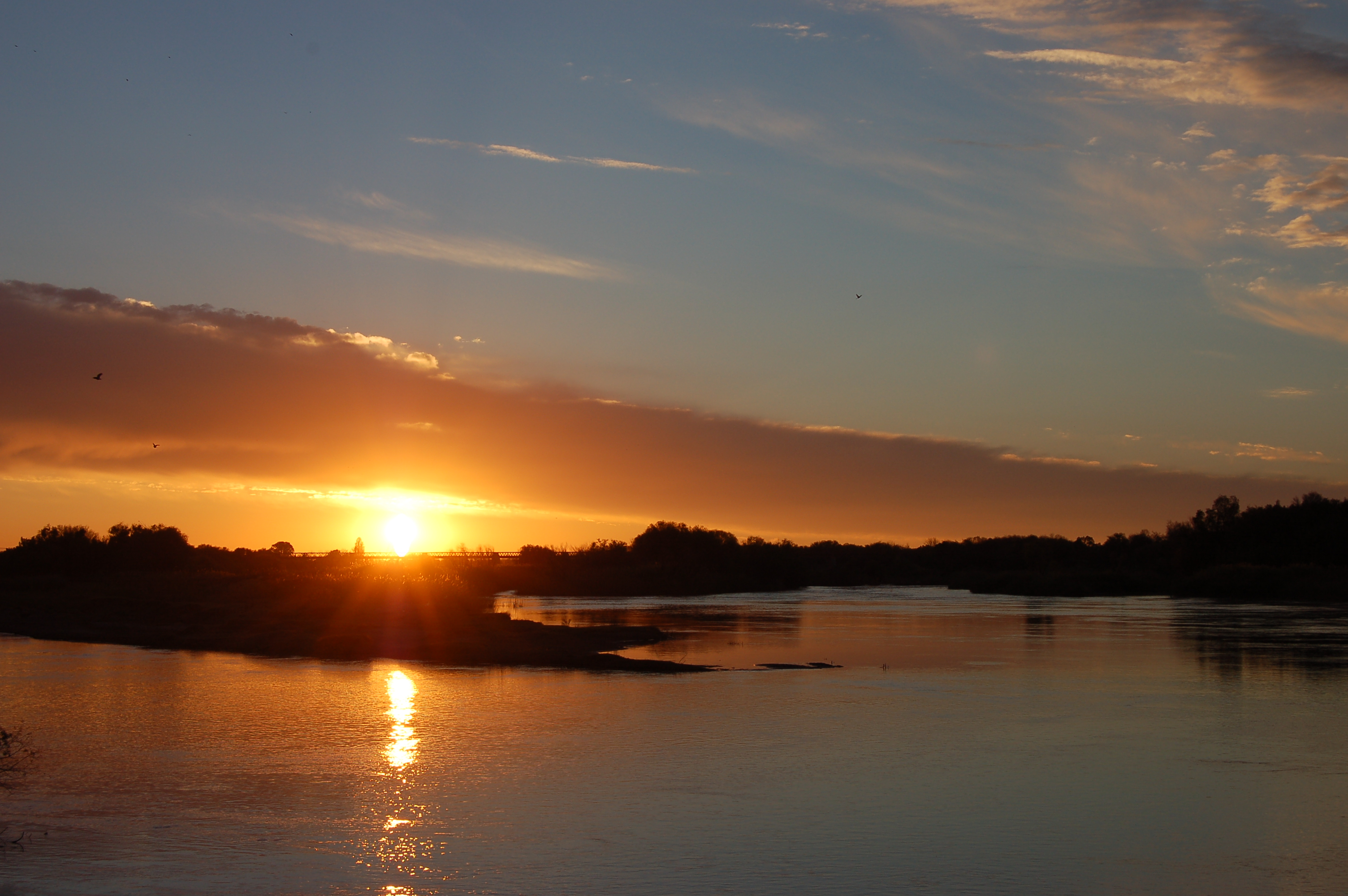
Az Oranje folyó naplementekor

A kontinens 31 %-a lefolyástalan terület, amiről a víz nem jut el az óceánokba.

### Folyók
A kontinens legtöbb folyója a sok csapadékú egyenlítői tájakon ered. A folyók, az óriásfolyamok a lépcsőzetes felszín miatt sok helyen zuhatagosak. Nemcsak a kontinens, hanem a Föld leghosszabb folyama is a Nílus. A Guineai-öbölbe ömlő Niger a kontinens második legbővizűbb folyama. A Zambézi hatalmas zuhataga 122 m magasból dübörögve zúdul le, ez a Viktória-vízesés. Fontos és természetileg is érdekes folyó még az Okavango. Az Egyenlítő mentén elterülő hatalmas medencét a Kongó vízrendszere hálózza be. Vízbőségét tekintve a Földünkön a második. Tölcsértorkolatát az apály-dagály mélyítette ki, amit tengerjárásnak nevezünk.
| Folyó    | Hossz    | Vízgyűjtő terület | Országok                                                                       |
| -------- | -------- | ----------------- | ------------------------------------------------------------------------------ |
| Nílus    | 6685 km  | 3 400 000 km²     | Egyiptom, Burundi, Ruanda, Tanzánia, Uganda, Szudán, Dél-Szudán                |
| Kongó    | 4700 km  | 3 680 000 km²     | Kongói Demokratikus Köztársaság, Közép-afrikai Köztársaság, Kongói Köztársaság |
| Niger    | 4180 km  |                   | Guinea, Mali, Niger államok, Benin, Nigéria                                    |
| Zambézi  | 2 574 km | 1 390 000 km²     | Zambia, Angola, Zimbabwe, Mozambik                                             |
| Oranje   | 2100 km  | 855 000 km²       | Dél-afrikai Köztársaság, Namíbia                                               |
| Limpopo  | 1 750 km | 415 000 km²       | Dél-afrikai Köztársaság, Botswana, Zimbabwe, Mozambik                          |
| Okavango | 1600 km  | 154 000 km²       | Angola, Namíbia, Botswana                                                      |

### Tavak
Afrika nemcsak folyókban, hanem tavakban is gazdag. A Kelet-afrikai árokrendszer keskeny, hosszú tavai közül a legnagyobb a Tanganyika-tó. A kontinens legnagyobb, a Föld (a Kaszpi-tenger és a Felső-tó után) harmadik legnagyobb tava a 68 870 km² területű Viktória-tó. Ezt követi a Föld második legmélyebb tava, a Tanganyika-tó (32 893 km²) és a Malawi-tó (29 600 km²).

### Vízgyűjtő területek
| Terület              | Kapcsolódik     |
| -------------------- | --------------- |
| Atlasz vidéke        | Földközi-tenger |
| Nílus                | Földközi-tenger |
| Nyugati-Atlasz vidék | Atlanti-óceán   |
| Szenegál – Gambia    | Atlanti-óceán   |
| Észak-Guinea         | Atlanti-óceán   |
| Dél-Guinea           | Atlanti-óceán   |
| Niger                | Atlanti-óceán   |
| Kuanza-Kunene        | Atlanti-óceán   |
| Zaire                | Atlanti-óceán   |
| Oranje               | Atlanti-óceán   |
| Nyugat-Fokföld       | Atlanti-óceán   |
| Kelet-Afrika         | Indiai-óceán    |
| Délkelet-Afrika      | Indiai-óceán    |
| Zambézi              | Indiai-óceán    |
| Kelet-Fokföld        | Indiai-óceán    |
| Madagaszkár          | Indiai-óceán    |

| Lefolyástalan terület  |
| ---------------------- |
| Szahara                |
| A Vörös-tenger melléke |
| Csád-medence           |
| Kelet-afrikai-árok     |
| Délnyugat-Afrika       |

## Éghajlat

A növényzet februárban és augusztusban

Afrika területének legnagyobb része a trópusi övezetben van. Ebből következik, hogy a legforróbb kontinens. Az Egyenlítő mentén egész évben nagy a felmelegedés. Ennek hatására a légtömegek felemelkednek, ezért alacsony légnyomású öv jön létre. A felmelegedő és észak-déli irányban szétáramló légtömegek a 30. szélességi kör mentén leszállnak. Itt magas a légnyomás. A két öv között, az eltérő légnyomás hatására a földszín közeli levegőrétegekben állandó légáramlás jön létre. A trópusi övezet jellemző szélrendszere a passzát. A passzátszél állandó szél, amely az Egyenlítőnél felemelkedő meleg levegő helyébe áramlik a térítők felől. A Föld tengely körüli forgása eredeti irányából kissé eltéríti, ezért az északi félgömb északkeleti, a déli félgömbön délkeleti passzátról beszélünk. A trópusi övezetben háromféle éghajlat alakult ki.
- Az egyenlítői éghajlaton állandóan magas a levegő hőmérséklete és páratartalma, kicsi a napi és évi hőingás. Egész évben sok a csapadék. Területén nagyon sűrű esőerdő nő. Az esőerdők talaja a gyenge termőképességű, humuszban szegény laterittalaj. Egyenlítői éghajlatú tájak Afrikában a Kongó-medence és a Guineai-öböl partvidéke.
- Az egyenlítőtől északra és délre távolodva, a szavanna éghajlaton a hőmérséklet még mindig magas. Két évszak váltja egymást, egy esős és egy száraz. A csapadék nyáron hull. A hőingás és szárazság a térítők erdős ligetes, majd füves szavanna. A szavannák talaja hasonló az őserdeihez, laterit talaj, de magasabb humusztartalommal. Ilyen tájak: Szudán, a Kelet-afrikai magasföld, a Kongó-medence északi és déli területei.
- A térítők környékén az állandó leszálló légmozgás miatt trópusi sivatagi éghajlat alakult ki. Ezeken a tájakon is magas a hőmérséklet. A nagy nappali felmelegedést azonban éjszaka erős kisugárzás, lehűlés követi. Ezért nagy a napi hőingás. A napsütéses órák száma magas, a páratartalom alacsony. A csapadékszegény területen a félsivatagokban csak olyan növények élnek meg, amelyek alkalmazkodtak az erős fényhez, forrásághoz, jól tűrik a szelet, a csapadékhiányt. Állandó növényi élet csak ott alakulhat ki, ahol természetesen vagy mesterségesen vizet tudnak nyerni. Ezek az oázisok. A sivatagos tájakon valódi talaj nem képződik. Ilyen tájak: északon a Szahara, délen a Kalahári.

Afrika Földközi-tengeri partvidéke és a kontinens déli pereme átmenetet képez a forró és a mérsékelt övezet között. Itt az éghajlat mediterrán. Itt közepes tápanyagtartalmú fahéjszínű talaj képződik.
Az éghajlati jellemzők azonban nemcsak az Egyenlítőtől északra és délre váltakoznak, hanem a magashegységekben függőleges irányban is. A Kilimandzsáró-csoport 5000 méter fölé magasodó csúcsait már örök hó fedi.

## Növény- és állatvilág

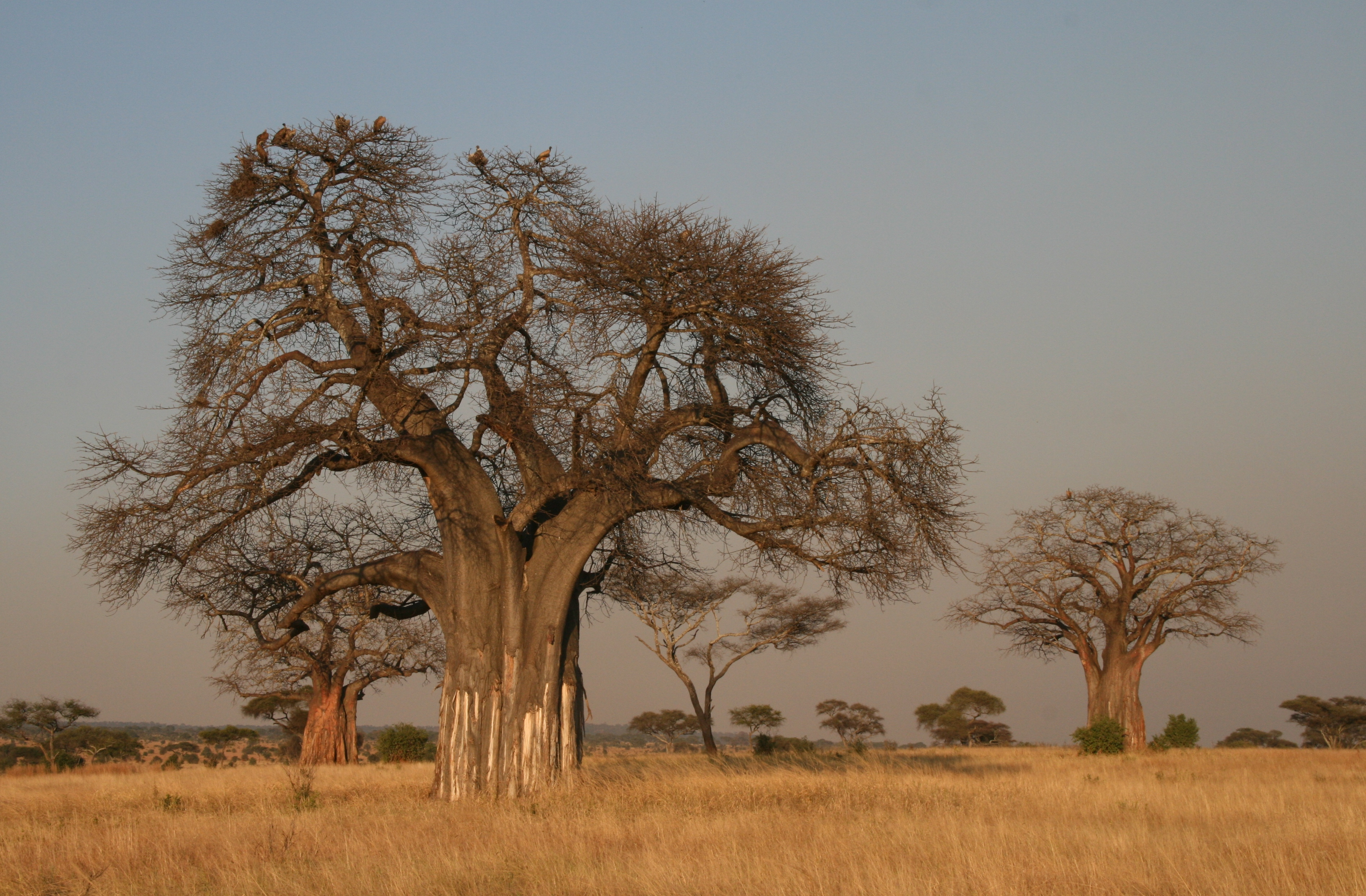
Szavannai táj, előtérben egy baobabfával

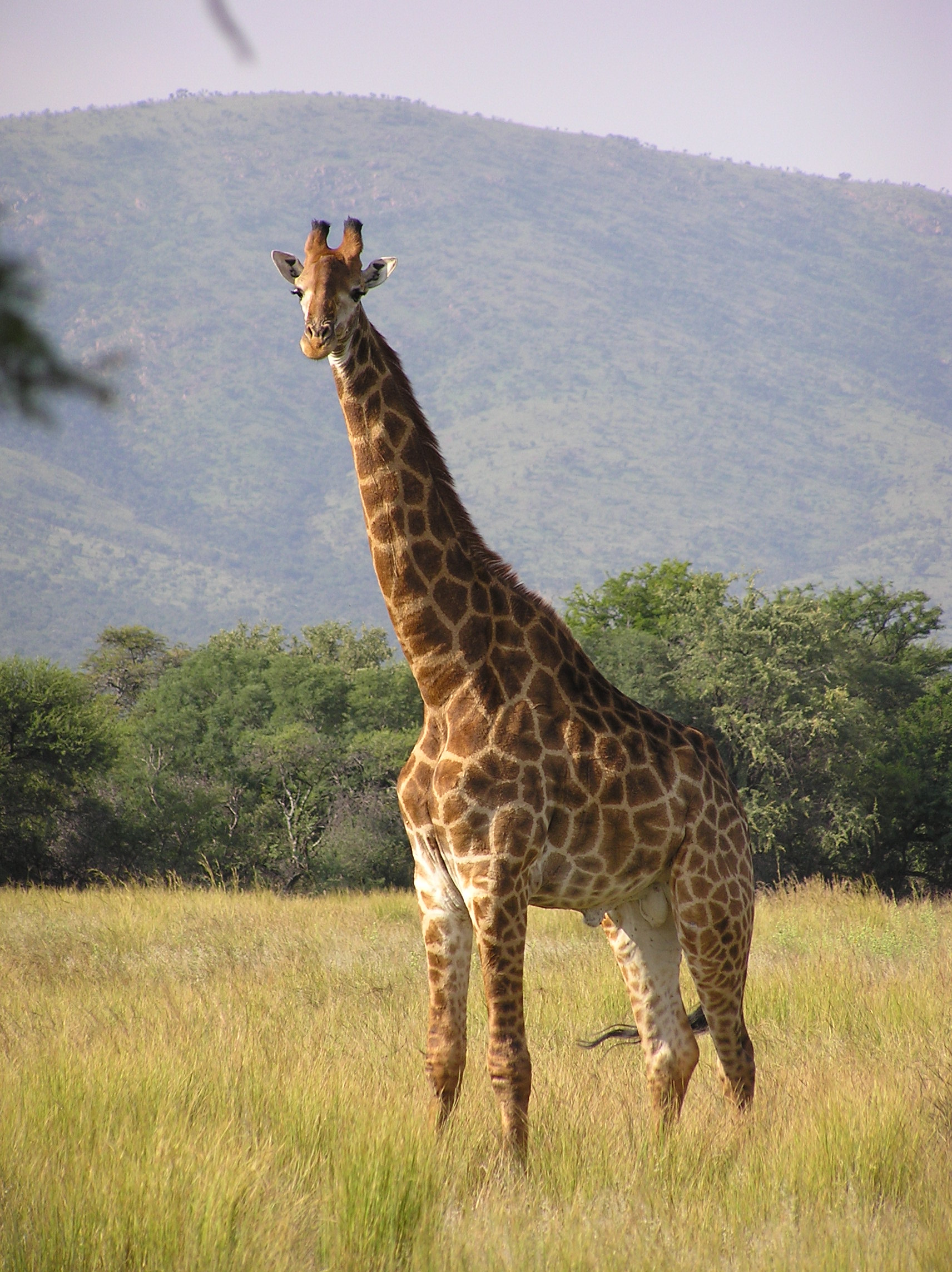
Egy zsiráf a szavanna és őserdő határán

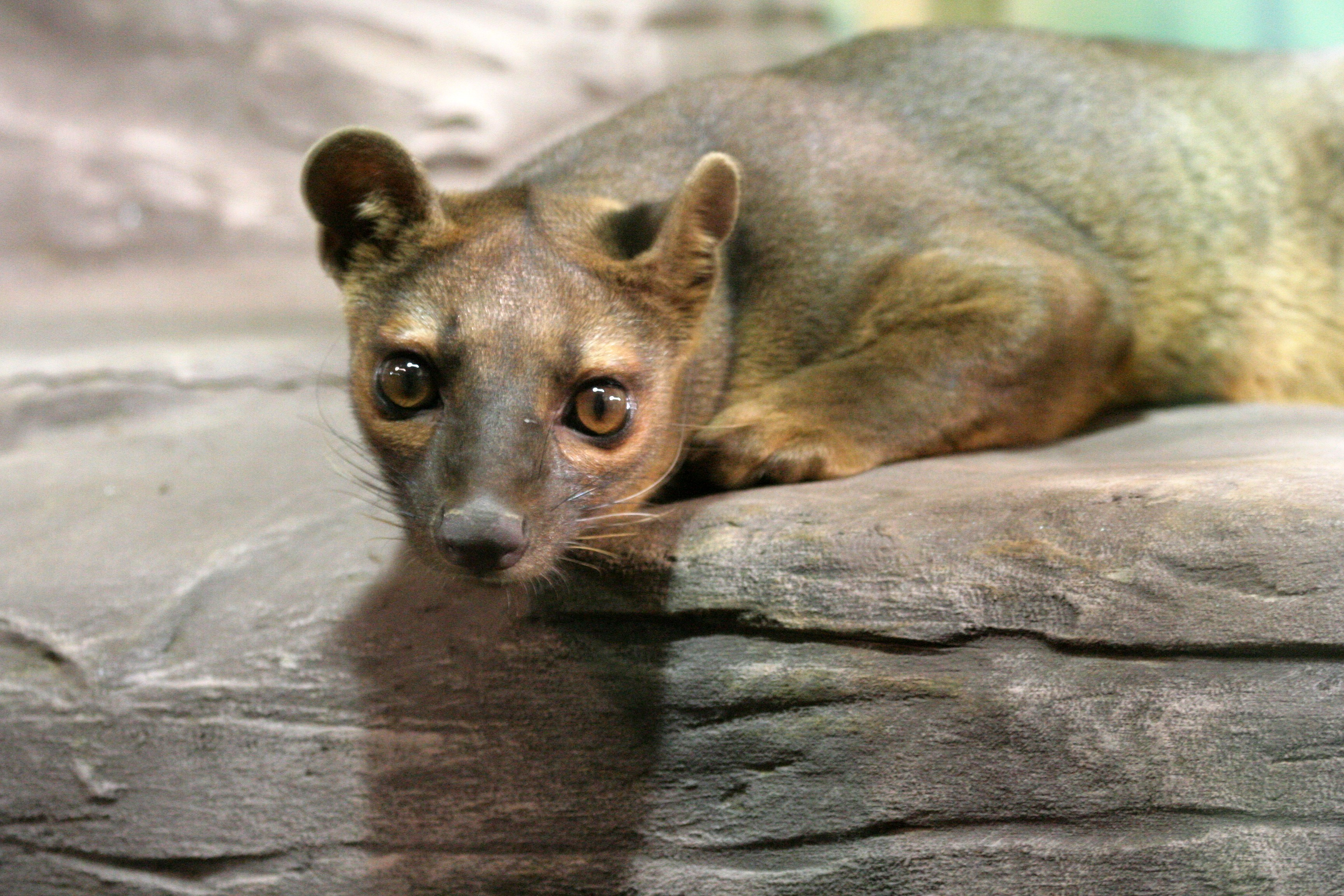
Madagaszkár legnagyobb ragadozója, a fossza

### Trópusi esőerdő
Az egyenlítő környékén a Kongó-medence, valamint a Guineai-öböl partvidékén, illetve Madagaszkár keleti tengerpartján található trópusi esőerdő. A Kongó-medence Amazónia után a Föld második legnagyobb esőerdeje. A trópusi esőerdőt nagyon sűrű növényzet, szinte járhatatlan erdők, fokozatosan újuló levélzet és nagy fajgazdagság jellemzi. A legjelentősebb növényei: a rotangpálma, amelyet elődeink nádpálcaként ismertek; a sztrofantusz, ami a bennszülött vadászok nyílmérgét adja. Értékes fafajta még: az ébenfa, a szantálfa és a kólafa. Az erdőben a fényviszonyokhoz igazodva több szint alakult ki: Első lombkoronaszint – magas, 50 m-ig nyúló óriásfák alkotják. Második lombkoronaszint – közepes termetű, 20–25 m-ig nyúló fák jellemzik. Harmadik lombkoronaszint – kis méretű fák bújnak meg. Cserjeszint – növényei a pálmák. Gyepszint – páfrányok élnek itt. Liánok szintje – kúszónövények. Epifiták szintje – fán lakó növények. A trópusi esőerdőt gazdag állatvilág jellemzi.Emlősei: emberszabású majmok (gorilla, csimpánzok), elefánt, orrszarvú, zsiráf, okapi, varacskos disznó, leopárd, bongó, majmok (például mandrill, drill).Madarai: papagájok, kongói páva. Hüllői: krokodil, kígyók, gyíkok. Rovarjai: hangyák, termeszek

### Szavanna
A szavannának több fajtája megtalálható Afrikában, a csapadéknak megfelelően: nedves vagy magasfüves szavanna, száraz vagy alacsonyfüves szavanna, tüskés szavanna. A nedves szavannát a lombhullató erdő jellemzi, amely az esőerdőnél alacsonyabb és kevesebb fajból áll és üde aljnövényzettel rendelkezik. Sok örökzöld és lián nő az erdőben. A mocsaras területeken és az állóvizek partjain papirusznád él. A száraz szavanna növényzete tüskés, tövises fákból, bokrokból áll, de pálmák is előfordulnak. A szavanna jellemző növényei: a majomkenyérfa, az olajpálma és az elefántfű. Ez a terület a nagyvadak és a vadászok paradicsoma.
A szavanna emlősökben igen gazdag terület. Jellemzik az antilopfélék, zsiráfok, zebra félék, kafferbivalyok, orrszarvúk, elefántok, oroszlánok, leopárdok, sakálok, hiénák, vízilók, gepárdok, gnúk, méhészborzok. Madarai: a flamingók, struccok, keselyűk, kígyászkeselyűk.

### Sivatag
A sivatag növényvilága igen szegény. Jellemző növényei a pozsgások. A sivatag állatvilága: rágcsálókból, tevékből, sivatagi rókákból, kígyókból, gyíkokból áll.

### Mediterrán területek
A mediterrán tájakon jellemző növényzet a keménylombú erdő (örökzöld tölgyek, paratölgyek, olajfák). A különböző mediterrán tájakon élő fák:az Atlasz-vidéken: aleppóifenyő, atlanti cédrus, magyaltölgy, palatölgy, macchia, törpecserje. Fokföldön: babérlombú növényzet. Az állatok területenként változik. Az Atlasz-vidéket szarvas, vaddisznó és berbermakákó jellemzi.

### Madagaszkár
A sziget nagyon régen elvált minden más kontinenstől. Indokolható álláspont szerint tulajdonképpen önálló kontinens. A nyugati, szárazabb oldalon trópusi lombhullató erdők honosak, a legszárazabb vidékeken félsivatagi tüskés bozótok. Itt a lakosság ritka, az erdőpusztulás nem olyan nagymérvű, mint keleten, de jelen van. Errefelé ma is honos az égetéses-irtásos földművelés. A lecsupaszított talajt az erózió veszélyezteti. Gyakran előfordul, hogy úgy lepusztul a talaj, hogy ott már semmiféle növényzet nem tud megkapaszkodni. A folyókba mosódott hordalék meg a folyók mentén élőknek okoz sok gondot: árvízveszélyt, a kikötők feltöltődését. Az élővilága egyedi. Nagyjából 10 000 növényfaj él a szigeten, 90% endemikus itt. Számos félmajomfajta honos, például a véznaujjú maki. További helyi állatfajták: tanrek, különböző cibetmacskák (elsősorban a kígyókra vadászó madagaszkári mungó), denevérek, boakígyók, leguánok, kaméleonok. Afrikai nagyvad és mérges kígyó nincs.

### Nemzeti parkok
Afrika területén számos nemzeti park létesült az elmúlt évtizedekben. A szakemberek felismerték, hogy a természeti környezet sok helyen veszélyben van, ezért megóvása fontos feladat.

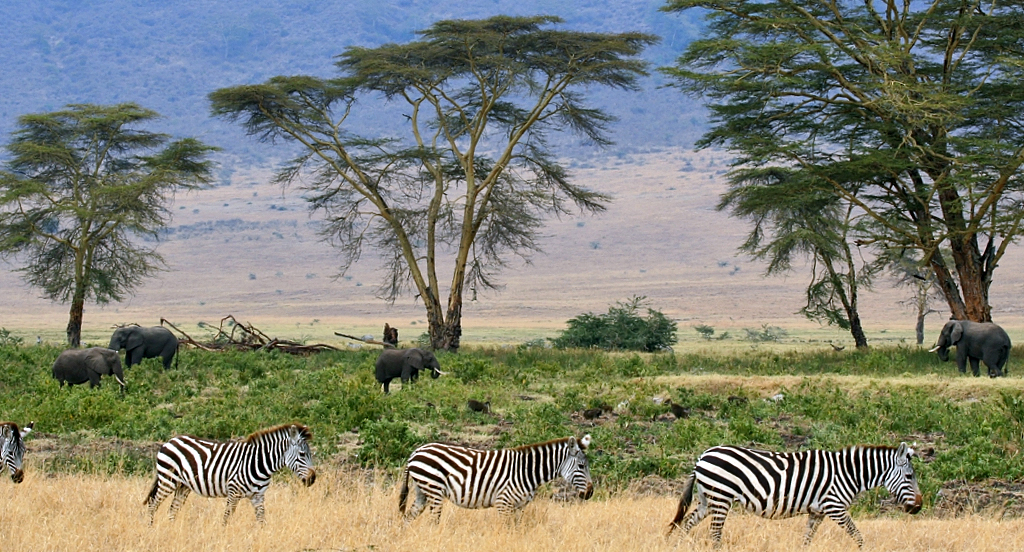
Legelő zebrák a Szerengeti Nemzeti Parkban

- Ghána nyugat-afrikai ország. Növényzete vidékről vidékre változik. A Kakum Nemzeti Park trópusi őserdejében a lombsátoron át 30 méter magasságban vezet Afrika egyetlen hidakkal kombinált függősétánya. A 350 méter hosszú sétány a talajszinten indul, majd lassan emelkedik 12 emeletnyi magasságba – így szinte alattunk terül el az esőerdő, madártávlatból szemlélhetjük annak élővilágát. A park egyik különlegessége a kuntanfa, melynek gyökerei a föld felett nőnek, így olyan, mintha gyökerestül kitépték volna.
- Namíbiában, az Okavango-folyó mentén terül el a Mahango Vadrezervátum: ártereket, papiruszmocsarakat, füves pusztákat foglal magába. Területén hatalmas majomkenyérfák nőnek. Elefántok, bivalyok, vízilovak, víziantilopok, impalák és számtalan madár talál itt menedéket. A park nevezetessége a csodálatos Popa-vízesés, ahol az Okavango 14 km-re át hatalmas sziklalépcsőkön zúdul alá.
- A kontinens egyik leghíresebb nemzeti parkja, a Tanzánia északi részén lévő Szerengeti rengeteg emlősfajnak, madárnak ad otthont. Az esős évszakban a gnúk csordái szétszóródnak a park déli részén, a dús füvű szavannán. Az esőzések elmúltával az állatok összegyűlnek, és megkezdik 800 km-es vándorútjukat a nyugati fás szavannák irányába, majd innen tovább észak felé. A hatalmas gnúcsapatokhoz csatlakoznak vándorlásaik során az antilopok, zebrák, elefántok, zsiráfok, nyomukban a ragadozók (oroszlánok, párducok) és a dögevők (sakálok, hiénák, keselyűk). Az esős időszak kezdetekor az állatok visszatérnek a füves szavannákra.
- Tanzánia nyugati részén, a Tanganyika-tó környékén van Mahale-hegyvidéki Nemzeti Park. A terület főleg csimpánzairól híres. Ebben a hegységben él Tanzánia legismertebb csimpánzcsapata, kb. ezer egyed. Életmódjukat a világ minden tájáról érkező tudósuk kutatják, és a látogatók is megfigyelhetik őket.
- A Dél-afrikai Köztársaságban található a híres Kruger Nemzeti Park, amely az „öt nagy” afrikai állatnak ad otthont (oroszlán, elefánt, kafferbivaly, rinocérosz, leopárd).[22]

## Gazdaság

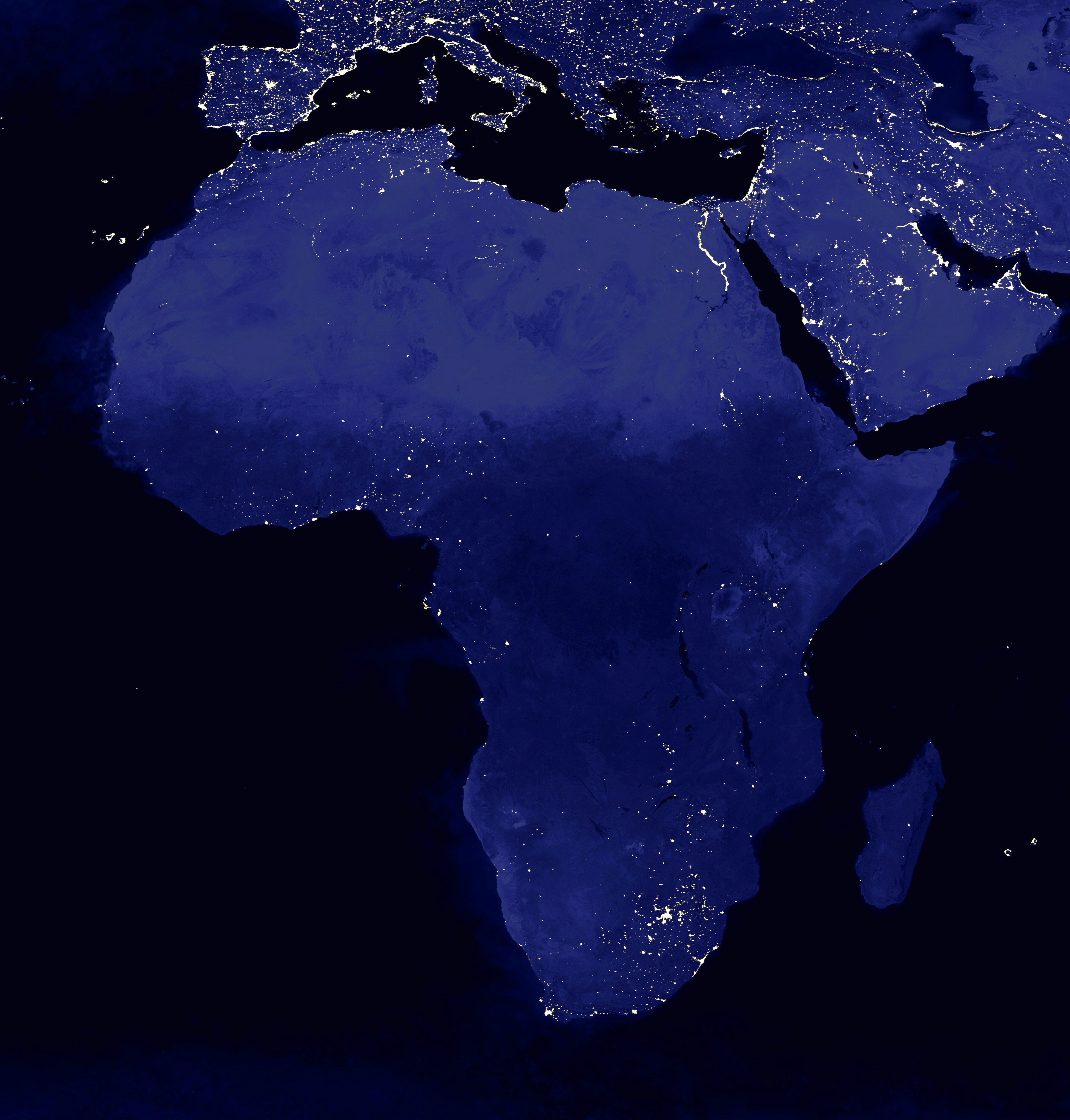
Az éjszakai műholdas kép (1994-1995) mutatja az afrikai vidéki területek fejletlenségét

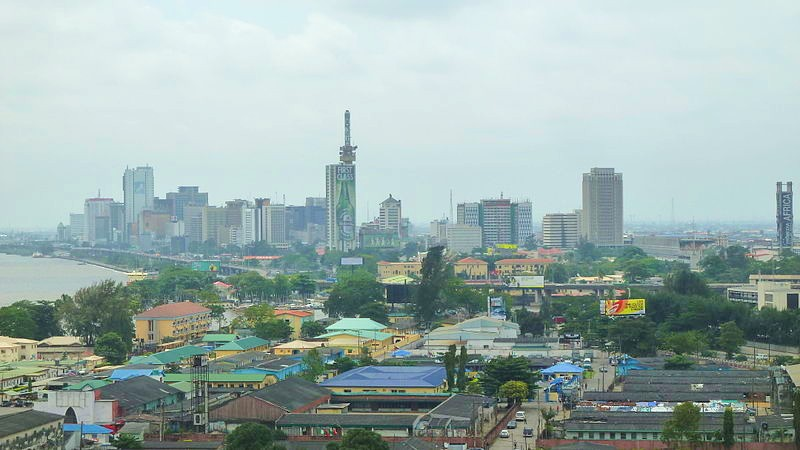
Lagos, Afrika egyik legnagyobb városa

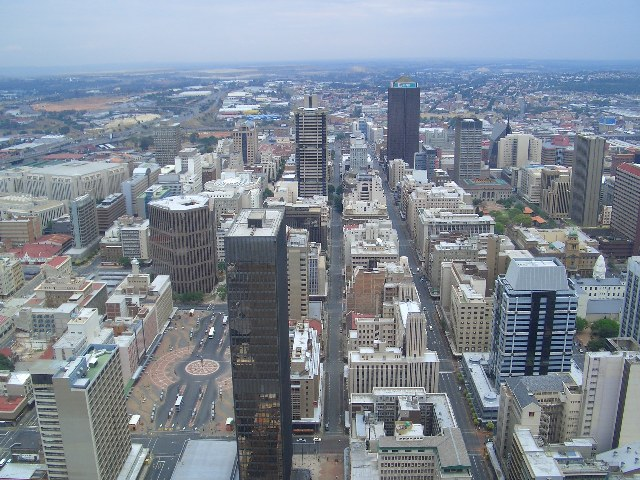
Johannesburg üzleti negyede

Annak ellenére, hogy a kontinens bőséges természeti erőforrásokkal rendelkezik, Afrika továbbra is a világ legszegényebb és legkevésbé fejlett országait foglalja magába, amely számos olyan ok következménye, amelyek magukban foglalják a korrupt hivatalnokokat és kormányokat, a sikertelen állami tervezést és vezetést, a nagy arányú írástudatlanságot és szakképzetlenséget, a politikai instabilitást, a gyakori törzsi és katonai konfliktusokat (a polgárháborúktól a gerillaháborúkon át a népirtásig) stb.

### Mezőgazdaság
Afrikában a nagy kiterjedésű sivatagok, esőerdők a mezőgazdasági termelést csak kis területen teszik lehetővé. A kontinens kb. 6%-át művelik meg, és ez foglalkoztatja a kereső lakosság több mint felét.
A mezőgazdaság nem tud lépést tartani a lakosság számának gyors növekedésével, mert a földművelés és az állattenyésztés módszerei az évszázadok során alig változtak. Az egy lakosra jutó élelmiszer-mennyiség így évről évre állandóan csökken. Ezt jelentős népességnövekedés is okozza.
A trópusi övezetben a növénytermesztés nincs évszakhoz kötve, hiszen mindig meleg van. Itt a csapadék évi mennyisége és eloszlása szabja meg, hogy mikor és mit termelnek.
Kétféle gazdálkodási mód jellemzi:
- az egymás mellett megtalálható kezdetleges kapás földművelés;
- a többnyire 1-1 növény (pl.: kakaó, kávé, tea, olajpálma, ...) termesztésére szakosodott ültetvényes gazdálkodás. Ez a helyi fogyasztásra, a lakosság ellátására kölest, kukoricát, maniókát, batátát termeszt. Ezek a termékek (kakaó, kávé, banán, tea, pálmaolaj és ananász) általában exportra kerülnek. Más termékek: a kókuszpálma, kaucsukfa, jamszgyökér, bors és a vanília.

A száraz szavannák és félsivatagok vidékén nomád pásztorkodás terjedt el. Az itt termesztett növények a földimogyoró, cukornád, kukorica, gyapot, cirok. Itt az állatok száma gazdagságot is jelent, az állomány észszerűtlen növelése egy-egy területen túllegeltetéshez vezet. Ennek következménye a gyeptakaró elpusztulása, a talaj kiszáradása, elpusztulása, végső soron az elsivatagosodás. Ez is szerepet játszott a Szahara déli határán húzódó (éhségövezetnek is emlegetett) Száhel-övezet kialakulásában. Erre a folyamatra példa lehet Nigéria. A korábban élelmiszert exportáló ország ma nagyszámú lakosságnak belső igényeit sem tudja kielégíteni.
A kontinens gyéren lakott területein az őserdő vagy szavanna egy részének felégetésével nyernek termőföldet. Ezt kezdetleges eszközökkel (ásóbot, kapa) fellazítják, Ha a talaj elgyomosodik, termőereje csökken, újabb termőterületeket vonnak művelés alá. Az itt termesztett növények a szőlő és a citrusfélék.
A sivatagos öntözött területein termesztett növények a datolyapálma, gabona- és zöldségfélék és gyümölcsök.

### Ipar
Az afrikai országok bányászata a fejlett világ megnövekedett szükségletei miatt felgyorsult. Az ásványkincsek felkutatása, kitermelése jórészt külföldi vállalatok irányításával történik. A bányák legnagyobb része kivitelre termel. A feldolgozóipar viszont a kontinensek közül itt a legfejletlenebb, és a lakosságnak csak kis részét foglalkoztatja. Afrika területe ásványkincsekben gazdag. A lelőhelyek feltárása és kiaknázása már a gyarmati időszakban megkezdődött. Egyes bányakincsek előfordulása világviszonyban is számottevő (pl.: kőolaj, földgáz, gyémánt, rézérc, bauxit, uránérc, arany, platina, és foszfát) Afrikában van a Föld vízenergia-készletének 25%-a, de a vízerőművek megépítése, működtetése még a jövő feladata közé tartozik. Ezek nagyon költséges beruházások, amelyek lassan térülnek meg. A kontinens országai függetlenné válásuk után sem tudtak megfelelően iparosodni. Fejletlen vagy teljesen hiányzik az ásványkincseket feldolgozó nehézipar, a korszerű ipari ágazatok kialakulásához pedig külföldi tőkére és piacokra (felvásárló partnerekre) lenne szükség. A lakosság alapvető közszükségletei cikkekkel való ellátásában a hagyományos kézműiparnak van fontos szerepe (közszükségleti cikk pl. a ruha, a cipő).
Afrika országainak többsége fejlődő ország csoportjába tartozik. A legfejlettebb gazdaságú ország Dél-afrikai Köztársaság.
| Ásványkincs | Bányásszák                                                         |
| ----------- | ------------------------------------------------------------------ |
| gyémánt     | Botswana, Dél-afrikai Köztársaság, Kongói Demokratikus Köztársaság |
| arany       | Dél-afrikai Köztársaság                                            |
| platina     | Dél-afrikai Köztársaság                                            |
| réz         | Kongói Demokratikus Köztársaság, Zambia                            |
| kobalt      | Kongói Demokratikus Köztársaság, Zambia                            |
| mangán      | Dél-afrikai Köztársaság, Gabon                                     |
| urán        | Namíbia, Niger, Dél-afrikai Köztársaság, Gabon                     |
| bauxit      | Guineai Köztársaság                                                |
| króm        | Dél-afrikai Köztársaság, Zimbabwe                                  |
| foszfát     | Dél-afrikai Köztársaság, Marokkó, Tunézia                          |

### Országonként
Gazdasági adatok országonként, rendezhető táblázatban:

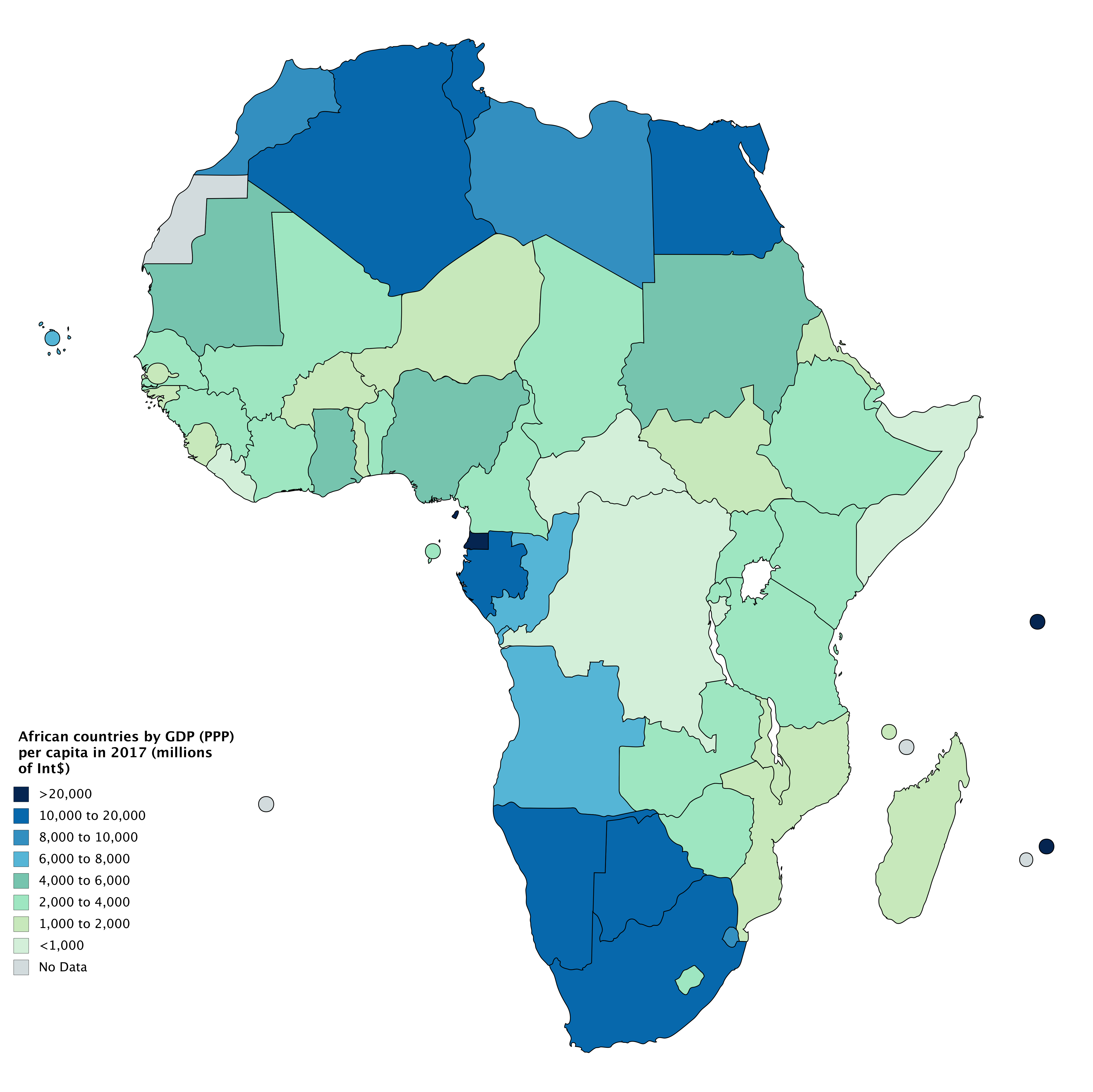
Afrika országai GDP (PPP) per fő alapján (2017)

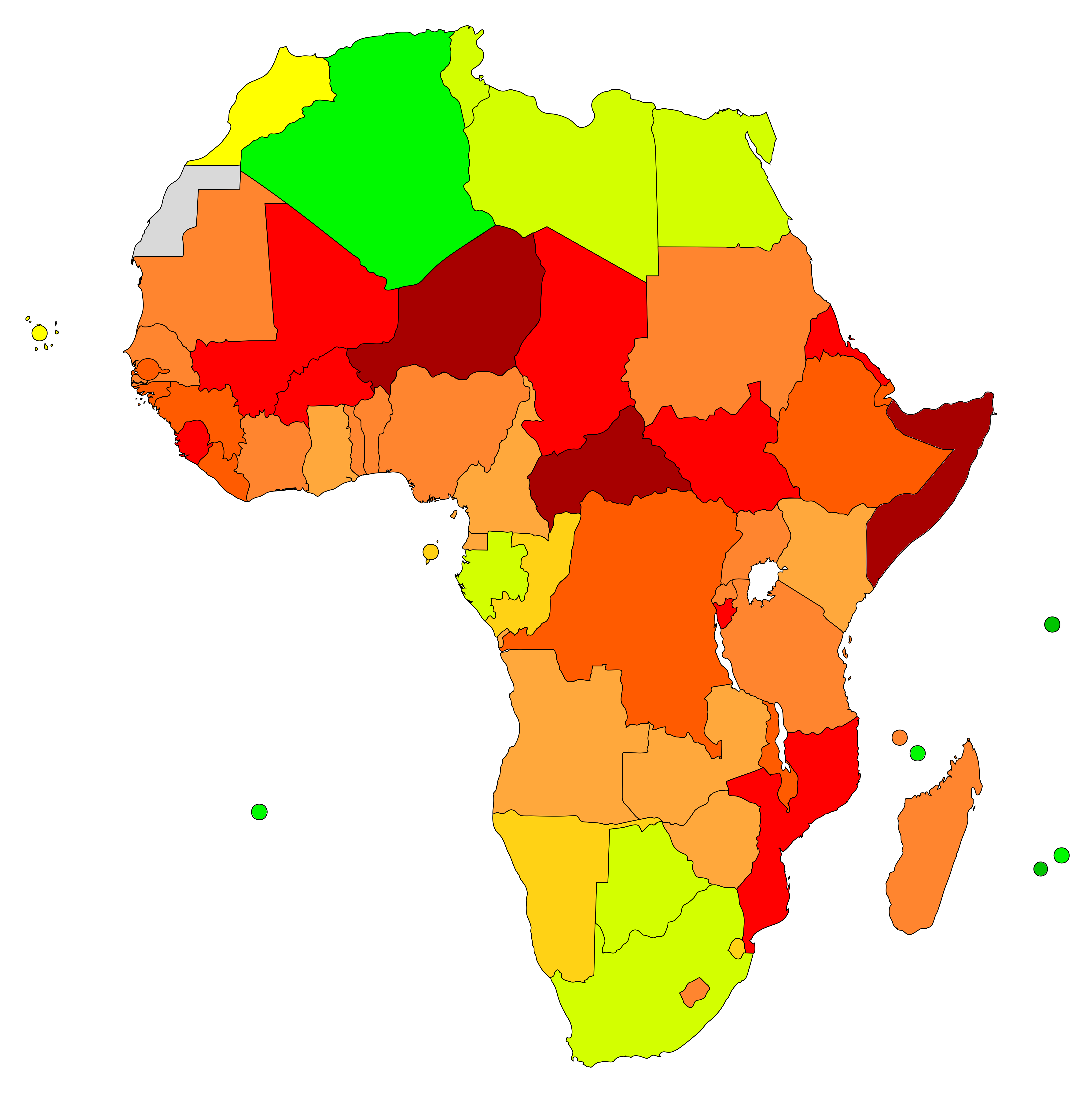
Afrika országai az emberi fejlettségi index alapján (2019)
(a zöld a legmagasabb,
vörös a legalacsonyabb)

| Ország                          | Össz GDP (nominális) 2019 (milliárd US$) | GDP per fő 2019 (US$, PPP) | Évi átlagos GDP (reál) növekedés 2010-2019 (%) | HDI (2017)   |
| ------------------------------- | ---------------------------------------- | -------------------------- | ---------------------------------------------- | ------------ |
| Algéria                         | 169,3                                    | 12                         | 2,6                                            | 0,754        |
| Angola                          | 89,4                                     | 7                          | 1,9                                            | 0,581        |
| Benin                           | 14,4                                     | 3                          | 5,1                                            | 0,515        |
| Botswana                        | 18,5                                     | 18                         | 4,3                                            | 0,712        |
| Burkina Faso                    | 15,7                                     | 2                          | 5,7                                            | 0,423        |
| Burundi                         | 3,1                                      | 821                        | 2,0                                            | 0,417        |
| Kamerun                         | 38,9                                     | 4                          | 4,6                                            | 0,556        |
| Közép-afrikai Köztársaság       | 2,3                                      | 985                        | −1,8                                           | 0,367        |
| Csád                            | 10,9                                     | 2                          | 2,2                                            | 0,404        |
| Comore-szigetek                 | 1,2                                      | 3                          | 3,1                                            | 0,503        |
| Kongói Demokratikus Köztársaság | 49,8                                     | 1                          | 6,1                                            | 0,457        |
| Kongó                           | 12,5                                     | 0                          | −1,0                                           | 0,606        |
| Elefántcsontpart                | 58,6                                     | 5                          | 6,7                                            | 0,492        |
| Dél-afrikai Köztársaság         | 351,4                                    | 13                         | 1,5                                            | 0,699        |
| Dzsibuti                        | 3,3                                      | 5                          | 6,6                                            | 0,476        |
| Egyiptom                        | 302,3                                    | 12                         | 3,8                                            | 0,696        |
| Egyenlítői-Guinea               | 11,8                                     | 19                         | −2,9                                           | 0,591        |
| Eritrea                         | 2,0                                      | 2                          | 3,4                                            | 0,440        |
| Etiópia                         | 92,8                                     | 3                          | 9,5                                            | 0,463        |
| Gabon                           | 16,9                                     | 16                         | 3,7                                            | 0,702        |
| Gambia                          | 1,8                                      | 2                          | 2,4                                            | 0,460        |
| Ghána                           | 67,0                                     | 6                          | 6,5                                            | 0,592        |
| Guinea                          | 13,8                                     | 3                          | 6,2                                            | 0,459        |
| Bissau-Guinea                   | 1,4                                      | 2                          | 3,8                                            | 0,455        |
| Kenya                           | 95,4                                     | 5                          | 5,6                                            | 0,590        |
| Lesotho                         | 2,4                                      | 0                          | 2,8                                            | 0,520        |
| Libéria                         | 3,2                                      | 2                          | 2,7                                            | 0,435        |
| Líbia                           | 39,8                                     | 14                         | −10,2                                          | 0,706        |
| Madagaszkár                     | 14,1                                     | 0                          | 3,4                                            | 0,519        |
| Malawi                          | 7,7                                      | 1                          | 3,8                                            | 0,477        |
| Mali                            | 17,3                                     | 3                          | 4,3                                            | 0,427        |
| Mauritánia                      | 7,6                                      | 6                          | 3,9                                            | 0,520        |
| Mauritius                       | 14,0                                     | 24                         | 3,6                                            | 0,790        |
| Mayotte (Franciao.)             | 3,1                                      | 12                         | (N/A)                                          | (N/A)        |
| Marokkó                         | 118,6                                    | 8                          | 3,4                                            | 0,667        |
| Mozambik                        | 15,2                                     | 1                          | 5,4                                            | 0,437        |
| Namíbia                         | 12,5                                     | 10                         | 2,8                                            | 0,647        |
| Niger                           | 12,9                                     | 1                          | 5,9                                            | 0,354        |
| Nigéria                         | 448,1                                    | 5                          | 3,0                                            | 0,532        |
| Réunion (Franciao.)             | 22,0                                     | 26                         | 2,1                                            | 0,850 (2003) |
| Ruanda                          | 10,1                                     | 2                          | 7,6                                            | 0,524        |
| São Tomé és Príncipe            | 0,4                                      | 4                          | 3,9                                            | 0,589        |
| Szenegál                        | 23,6                                     | 4                          | 5,3                                            | 0,505        |
| Seychelle-szigetek              | 1,7                                      | 30                         | 4,6                                            | 0,797        |
| Sierra Leone                    | 4,2                                      | 2                          | 4,4                                            | 0,419        |
| Szomália                        | 4,9                                      | (N/A)                      | (N/A)                                          | 0,364 (2008) |
| Szváziföld                      | 4,6                                      | 9                          | 2,4                                            | 0,588        |
| Dél-Szudán                      | 4,9                                      | 862                        | (N/A)                                          | 0,388        |
| Szudán                          | 33,4                                     | 0                          | −1,6                                           | 0,502        |
| Tanzánia                        | 60,8                                     | 3                          | 6,7                                            | 0,538        |
| Togo                            | 5,5                                      | 2                          | 5,6                                            | 0,503        |
| Tunézia                         | 38,8                                     | 11                         | 1,8                                            | 0,735        |
| Uganda                          | 36,5                                     | 3                          | 5,2                                            | 0,516        |
| Zambia                          | 24,2                                     | 4                          | 4,3                                            | 0,588        |
| Zimbabwe                        | 18,7                                     | 3                          | 4,2                                            | 0,535        |
| Zöld-foki Köztársaság           | 2,0                                      | 7                          | 2,9                                            | 0,654        |

Megjegyzések
1. ↑  2018
2. ↑  nominális, 2018
3. ↑  nominális

## Közlekedés

### Vasút
Afrika vasúti közlekedése fejletlen. A vasútvonalakat még a gyarmati időkben a megszálló országok építették ki. Egyes helyeken a mai napig is gőzmozdonyok közlekednek, bár ez egyre kevésbé jellemző.

### Légi
A legforgalmasabb repülőterek 2020-ban:
|   | ország                  | repülőtér                             | IATA | ICAO | város        | 2020      |
| - | ----------------------- | ------------------------------------- | ---- | ---- | ------------ | --------- |
| 1 | Egyiptom                | Kairói nemzetközi repülőtér           | CAI  | HECA | Kairó        | 7 145 562 |
| 2 | Dél-afrikai Köztársaság | O. R. Tambo nemzetközi repülőtér      | JNB  | FAOR | Johannesburg | 6 839 670 |
| 3 | Etiópia                 | Bole nemzetközi repülőtér             | ADD  | HAAB | Addisz-Abeba | 6 000 000 |
| 4 | Dél-afrikai Köztársaság | Fokvárosi nemzetközi repülőtér        | CPT  | FACT | Fokváros     | 4 012 204 |
| 5 | Nigéria                 | Murtala Muhammed nemzetközi repülőtér | LOS  | DNMM | Lagos        | 3 483 331 |

### Vízi
2020-ban a kontinens legforgalmasabb konténerkikötői a marokkói Tanger-Med és az egyiptomi Port Szaíd voltak.

## Demográfia

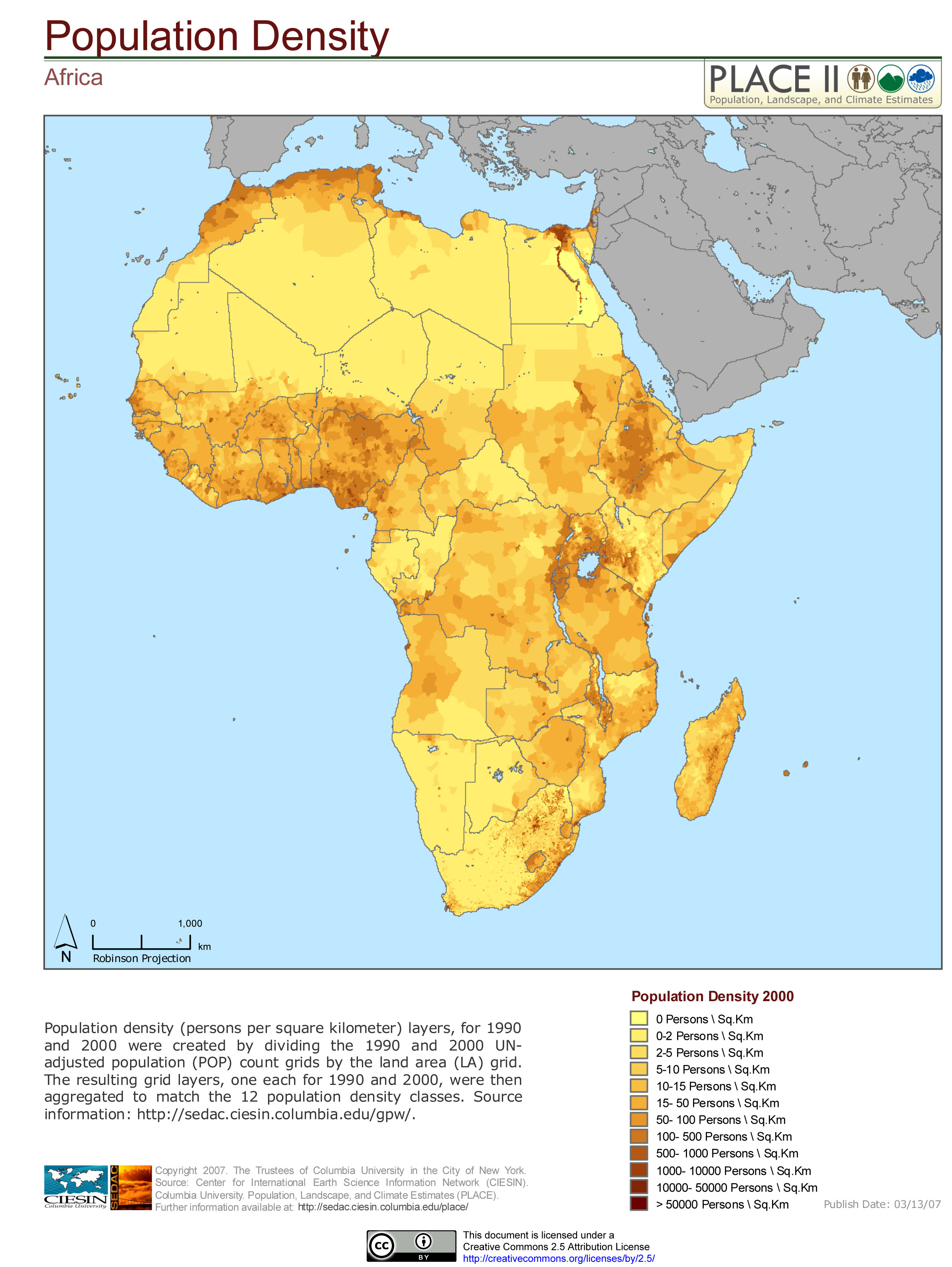
Népsűrűségi térkép

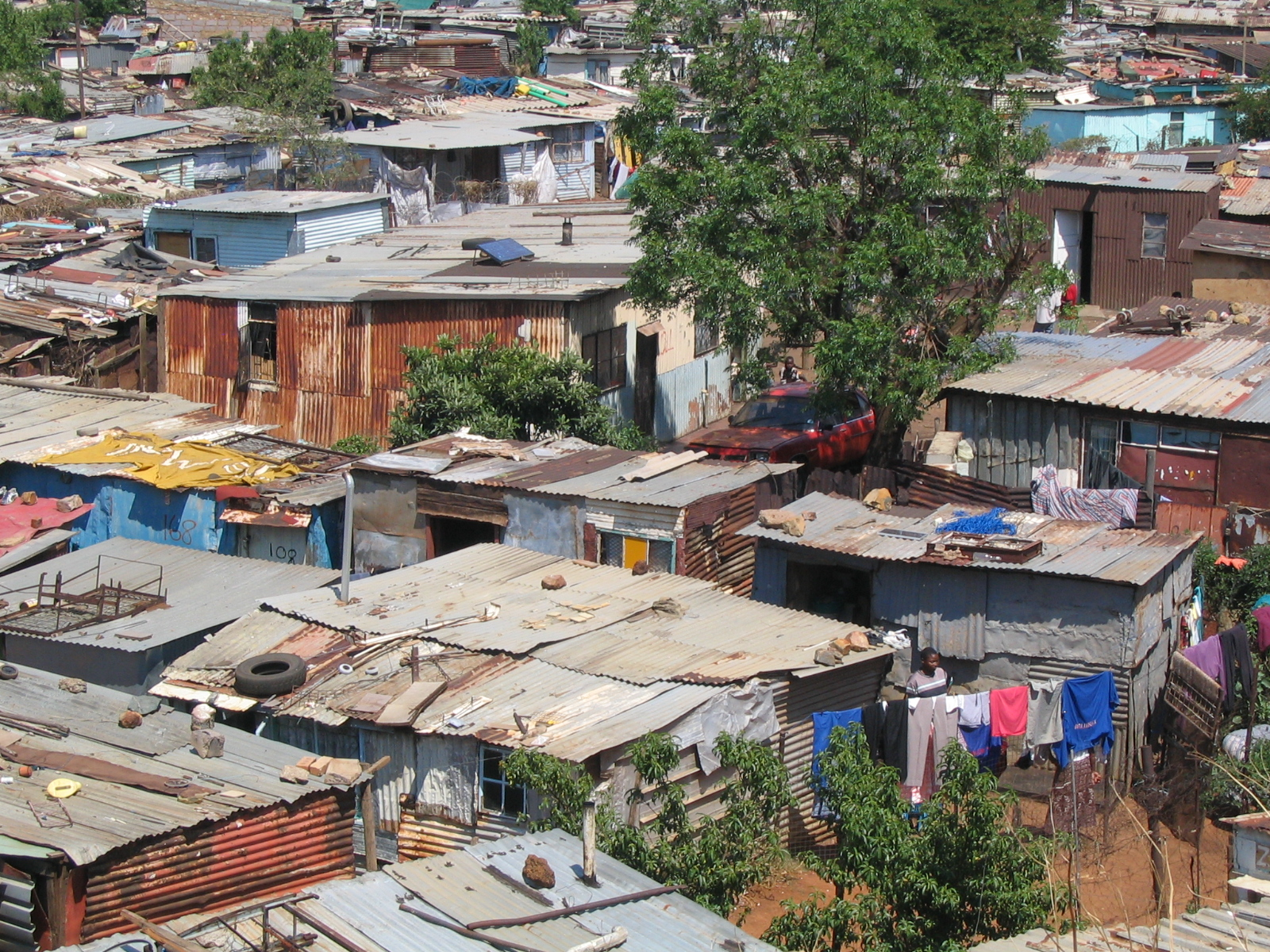
Nyomornegyed Dél-Afrikában (Soweto)

Afrika becsült lélekszáma 2023-ban 1 460 481 772 fő volt. A lakosság 45%-a 15 éven aluli, a népszaporulat folyamatosan növekszik. Igen magas a gyermekhalandóság, ezer megszületett gyerekből 162 nem éri meg az ötödik életévét (Magyarországon 11 fő). Afrika népességének jóval több mint 30%-a lakik városban, és ez az arány évente 3-4%-kal nő. A szegényebb részeken az emberek kevesebb mint napi 1 dollárból élnek. A világ fejlett részéhez képest magas az analfabéták száma – főleg az idősebb lakosság körében.[forrás?]

### Népességének változása
A kontinens népessége 1950-től 2017-re mintegy 5,5-szörösére nőtt (Európáé csupán 1,4-szeresére). Afrika lélekszáma a 20. század közepén még kevesebb mint fele (kb. 42%-a) volt Európa lélekszámának; 2017-ben már több mint másfélszer nagyobb volt, mint Európáé.
Népességének növekedése (millió fő)

### Legnépesebb országok
2020-ban Nigéria népessége meghaladja a 200 millió főt, és további három afrikai ország népessége meghaladja a 100 millió főt.
| No. | Ország                          | Népesség    | Dátum | Forrás                     |
| --- | ------------------------------- | ----------- | ----- | -------------------------- |
| 1   | Nigéria                         | 206 000 000 | 2020  | Worldometers               |
| 2   | Kongói Demokratikus Köztársaság | 102 000 000 | 2020  | National annual projection |
| 3   | Egyiptom                        | 101 000 000 | 2020  | National population clock  |
| 4   | Etiópia                         | 101 000 000 | 2020  | National annual projection |
| 5   | Tanzánia                        | 60 000 000  | 2020  | Worldometers               |
| 6   | Dél-afrikai Köztársaság         | 59 000 000  | 2020  | Official estimate          |
| 7   | Kenya                           | 54 000 000  | 2020  | Worldometers               |

### Legnépesebb agglomerációk
A legnépesebb agglomerációk: Kairó (Egyiptom), Johannesburg (Dél-afrikai Közt.), Lagos (Nigéria), Kinshasa (Kongó D.R.).
| No. | Város         | Ország            | Népesség elővárosokkal | Év   | Felmérés |
| --- | ------------- | ----------------- | ---------------------- | ---- | -------- |
| 1   | Kairó         | Egyiptom          | 22 600 000             | 2023 | becslés  |
| 2   | Johannesburg  | Dél-afrikai Közt. | 15 000 000             | 2023 | becslés  |
| 3   | Lagos         | Nigéria           | 14 500 000             | 2023 | becslés  |
| 4   | Kinshasa      | Kongói D.K.       | 13 500 000             | 2023 | becslés  |
| 5   | Luanda        | Angola            | 10 900 000             | 2023 | becslés  |
| 6   | Dar es-Salaam | Tanzánia          | 7 900 000              | 2023 | becslés  |
| 7   | Addisz-Abeba  | Etiópia           | 7 100 000              | 2023 | becslés  |
| 8   | Nairobi       | Kenya             | 6 900 000              | 2023 | becslés  |

### Jellemzők

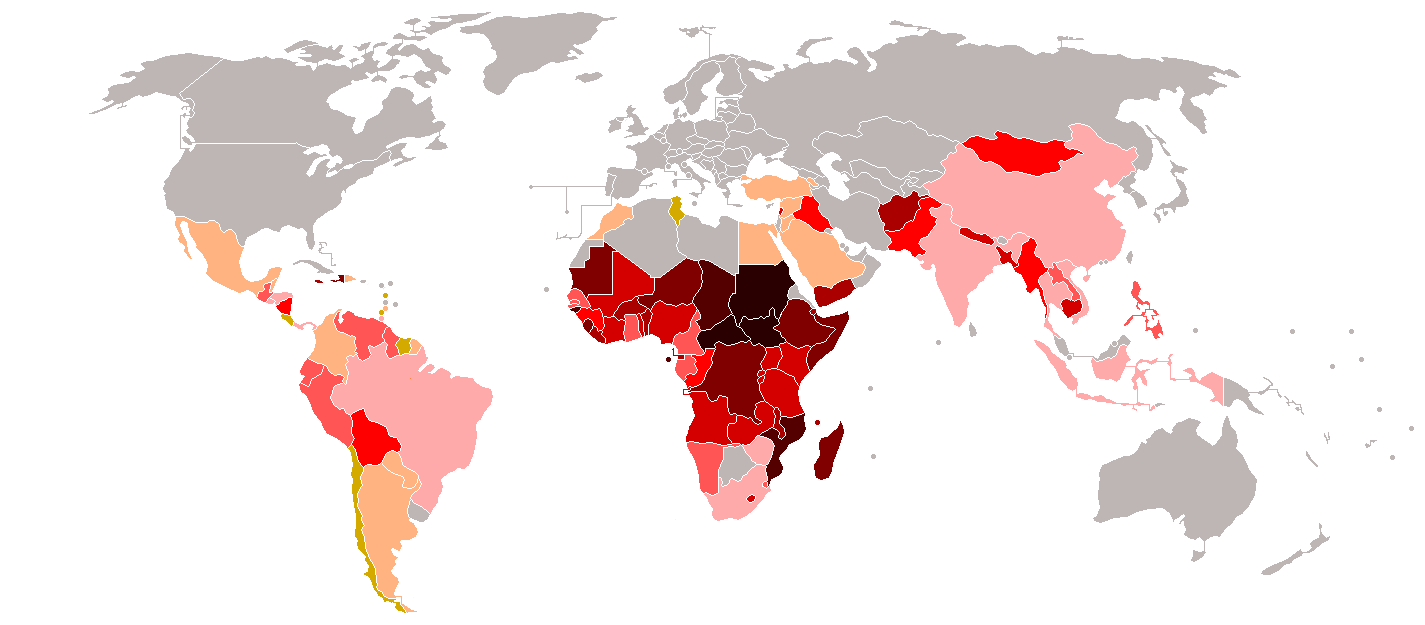
A nyomornegyedben élők aránya a városi lakossághoz viszonyítva (forrás: ENSZ–Habitat, 2014)

A Szaharától délre Afrika zömének az őslakói a fekete bőrűek (→ négerek). Jellemző külső tulajdonságaik: előreugró állcsont, széles, lapos orr, duzzadt ajak, széles váll, sötét bőr, sötét, göndör haj. Egyik fő csoportjuk, a szudániak az Egyenlítőtől északra, míg a másik, a bantuk e sávtól délre élnek.
Kisebb népcsoportokat képeznek az apró termetű, őserdei élethez alkalmazkodott közép-afrikai vadászó-gyűjtögető pigmeusok és Kalahári-vidékén élő busmanok.
Az Észak-Afrikában élő arabok a fehér bőrű embercsoport tagjai. A kontinens mediterrán éghajlatú (északi és déli) tájaira európai bevándorlók telepedtek le. Ők kapcsolták be a kontinenst a világgazdaságba. A legtöbb fekete-afrikai országban ma is az egykori gyarmatosítók nyelve a hivatalos nyelv.
Afrikában a területéhez képest még viszonylag kevés ember él. A lakosság csaknem fele 15 éven aluli. Az átlagos népsűrűség alacsony, de vidékenként nagy eltérést mutat. A legsűrűbben lakott tája a Nílus völgye Egyiptomban (több mint 2000 fő/km²). A tengerparti nagyvárosokban szintén sok ember él. Ugyanakkor a sivatagok, esőerdők, magashegységek szinte lakatlanok.
Az északi mediterrán partvidéket elhagyva, a pusztákban még lehet látni szétszórtan álló, lapos sátrakat. Ezekben élnek (éltek) a beduinok. A „bed” szó nomád pásztort jelent. Kb. 3000 évvel ezelőtt még tevéket tenyésztettek Arábiában. Itt Afrikában egy-egy oázis közelében verték fel sátraikat. A sivatagi kereskedelem fellendülése után karavánutakat kezdtek „ellenőrizni”. Portyázó csapataik rajtaütöttek a karavánokon (ezt a hadműveletet nevezték „ghaz” vának, és ebből származik a razzia fogalma). Sokan közülük még ma is pásztorkodással foglalkoznak, tevét kecskét juhokat tenyésztenek. Amikor a sztyepp kizöldül, délebbre húzódnak a sivatagba. A nyári szárazság idején visszatérnek a kultúrterületek közelébe. Országhatárokat nem ismernek, szabadon vándorolnak családjaikkal, állataikkal.

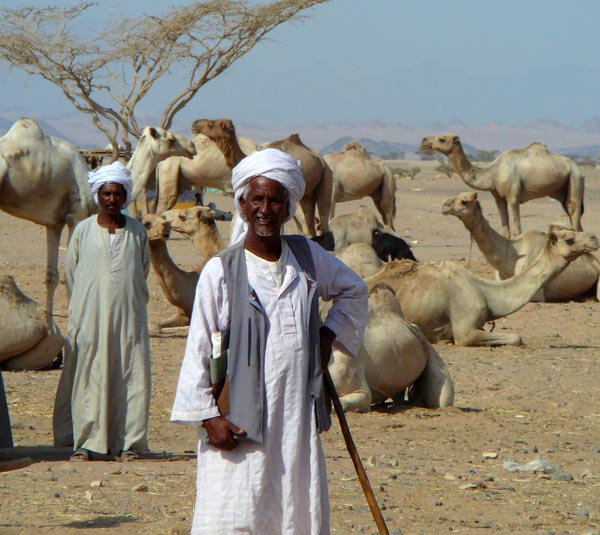
Beduin férfiak őrzik a nyájat

A Szahara belsejében élnek a tuaregek. Sokáig a sivatag kalózaiként tartották számon őket. Ma tevéikkel sót és élelmet szállítanak a délebbi tájak nomád néger törzseinek. kék embereknek nevezik őket. A férfiak kék színű, tógaszerű vászonöltözéket viselnek.Fejüket fekete vászonkendővel tekerik körül, csak a szem vonala marad szabad. A férfiúság jele is a kendő, a fiúk 15–20 éves koruktól viselhetik.
Tanzániában és Kenyában élnek a maszájok. Valamikor ők voltak a kontinens egyik legharciasabb népe, rettegésben tartották a szomszédos törzseket. Ma ők a legjobb vadnyomozók. A férfiak magasak, vállasak. Hajukat apró fonatokba fonják, gyöngyökkel díszítik. Öltözetük egyszerű színes lepel, a vállukon összefogva. Sarujuk állatbőrből készül. Fegyverzetük a hosszú, lapos lándzsa, övükön bőrtokban nyilakat, tőrt viselnek. A maszáj nők kopaszok. Fülcimpájuk megnyúlt, mert fülüket különböző nagyságú és súlyú karikákkal aggatják tele. Nyakukon gyöngyfüzér gallért viselnek. Karjukat drótspirál díszíti.
A kontinens településformái a gazdálkodási típushoz, az éghajlati adottságokhoz igazodtak. A félsivatagok, száraz puszták nomád népei mozgékony hajlékokat, változtatható szállásokat készítenek. Ezek a sátrak védenek napközben az erős napsütéstől, a porfelhőktől, gyorsan felállíthatók, szétszedhetők és szállíthatók. Afrika lakosságának jelentős része falvakban él. A falvak gyakran sövénnyel körülkerített csoportos települések, melynek építőanyaga a természeti környezetből származik, és a gazdálkodási módot tükrözi: pl.: a berberek barlanglakásai, a szavannavidékeken élők pálmakunyhói vagy favázas, agyaggal tapasztott állandó épületei, az arabok lapos tetős, fehér kőházai.
A városok a tengerpartokon, bányavidékeken, a magasföldeken jöttek létre. Növekedésüket az utóbbi évtizedekben felgyorsította a falvak túlnépesedése és az elvándorlás. Az óriásivá duzzadt nagyvárosokban a bevándorolt népesség törzsek szerint elkülönülve, sok esetben az alapvető szolgáltatásokat is nélkülöző nyomornegyedekben él.
A kontinens országai szegénységük ellenére az utóbbi évtizedekben sokat fejlődtek. Nőtt az átlagos életkor, csökkent a csecsemőhalandóság. Ugyanakkor a törzsi és családi kötelékek szétszakadtak. A vidékek elszegényedtek. A munkanélküli fiatalok nagy része a városokban keres munkát.
Fekete-Afrikában a gondokat fokozza az AIDS rohamos terjedése is. Egyes területeken ez a lakosság 20%-át érinti, beleszámítva a gyerekeket is. Fekete-Afrika országai gazdasági nehézségekkel is küzdenek, eladósodtak. Külföldön értékesített termékeik bevételéből jelentős részt kell adósságaik törlesztéseik fordítani.

### Vallás
A vallás fontos szerepet játszik az afrikaiak életében. A lakosság legnagyobb része vallásilag az ábrahámi vallások híve, illetve egyes országokban még mindig jelentős a bennszülött törzsi vallások követője. Észak-Afrikában az iszlám az uralkodó vallás, míg a Száhil övezettől délre, Fekete-Afrika nagyobb részén a kereszténység. Sok csoport mutat szinkretizmust, így jöttek létre a történelmi keresztény egyházaktól elszakadó Afrikai Intézményesült Egyházak.

## Kultúra
Afrika társadalmai változatosak, megtalálható itt az ősközösség, de a rabszolgaság, a feudalizmus, a kapitalizmus, a szocializmus, és a posztmodern társadalom csírája is. Ez mind tükröződik a kultúrában.
A fejlődést hátráltatják egyes elmaradott hiedelmek.
Fekete-Afrika nem a filharmonikusairól és a színházairól híres. Az igazi szórakozást itt az utca jelenti. Az utca az a képzeletbeli színpad, amelyen minden járókelő szereplő is egyben. Az állandóan változásban levő élet színdarabja van műsoron. Állandó a jövés-menés, és az utca történéseiről sem akar lemaradni senki. Ez a hatalmas szappanopera. Az asszonyok az utcán főznek, festik a kelmét, az autentikus afrikai szövetet, melyből hagyományos viseletük készül. Sok asszony a fején hordja az eladásra szánt portékáját, miközben folyamatosan az utcát járja. Az egész utca egy nagy, színes forgatag.
A családok kiterjedtek, nem három-négy személyből, hanem akár harminc-negyven-ötven főből állnak. Az afrikai ember szemében az életnek a közösség ad értelmet. Az afrikai kultúra a „mi” kultúrája, szemben az európai „én” kultúrájával. Az emberek élete a nagycsaládban válik teljessé, ahol mindent megosztanak. Ami az enyém, az a tied is, ami a tied, az az enyém is, ha egy nagycsaládhoz tartozunk.
A nagycsalád ugyanakkor nemcsak a vér szerinti rokonokat foglalja magában, hanem a közeli barátokat és a munkatársakat is. Így például a külföldiek is belekerülhetnek ebbe a családba, ha felvállalják a nagycsaládhoz való tartozásból eredő kötelezettségeket.
Errefelé nem divat megsérteni a másikat vagy dehonesztáló kijelentést tenni valakire. Itt elég, ha huzamosabb ideig nem tesznek pozitív gesztust egymás felé és ebből tudják, hogy valami baj történt, rendezni kell a nézeteltérést. Ugyanakkor a társadalmat átszövi a korrupció, a lopás és nyerészkedés.
A kultúrát bővebben lásd az egyes országoknál.

### Művészet
- Észak-Afrika művészete
- Fekete-Afrika művészete

## Turizmus
Az idegenforgalom fontos gazdasági ágazat számos afrikai ország számára. A kontinensre irányuló turizmus is növekszik, de ennek ellenére világviszonylatban még igen csekély értéket mutat: 2013-ban az afrikai turizmus a világturizmus csak 4% -át tette ki.
A kontinens legfőbb turisztikai célpontjai a 2010-es években: Marokkó, Egyiptom, Dél-Afrika, Tunézia és Zimbabwe.

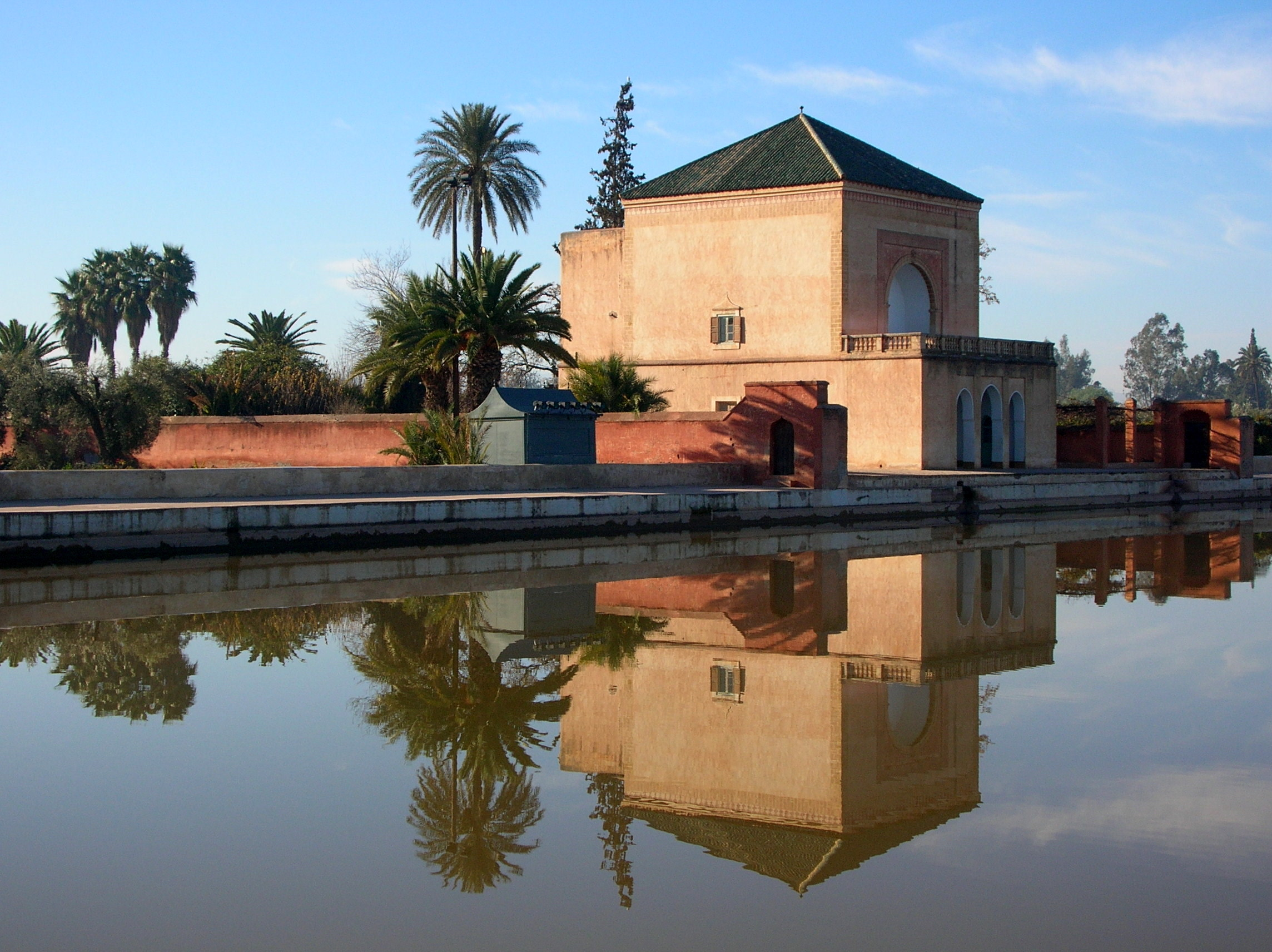
A Ménara-kert, Marrakes, Marokkó.
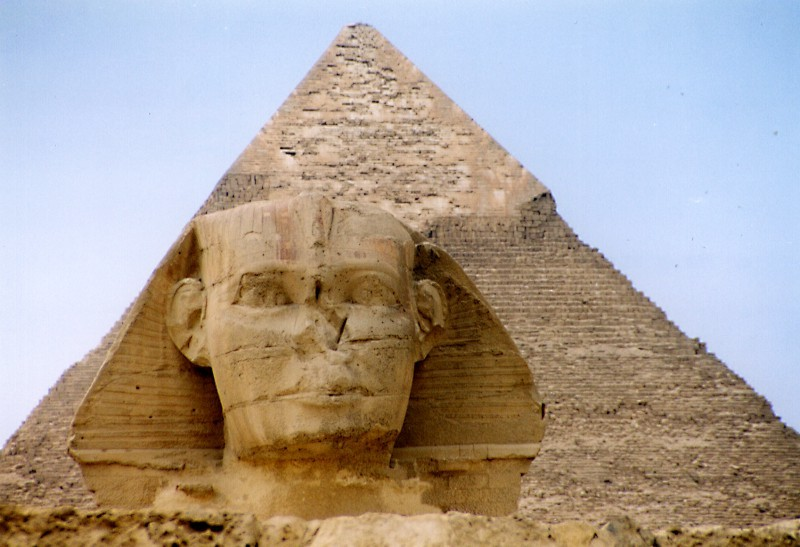
A gízai nagy Szfinx és egy piramis, Egyiptom
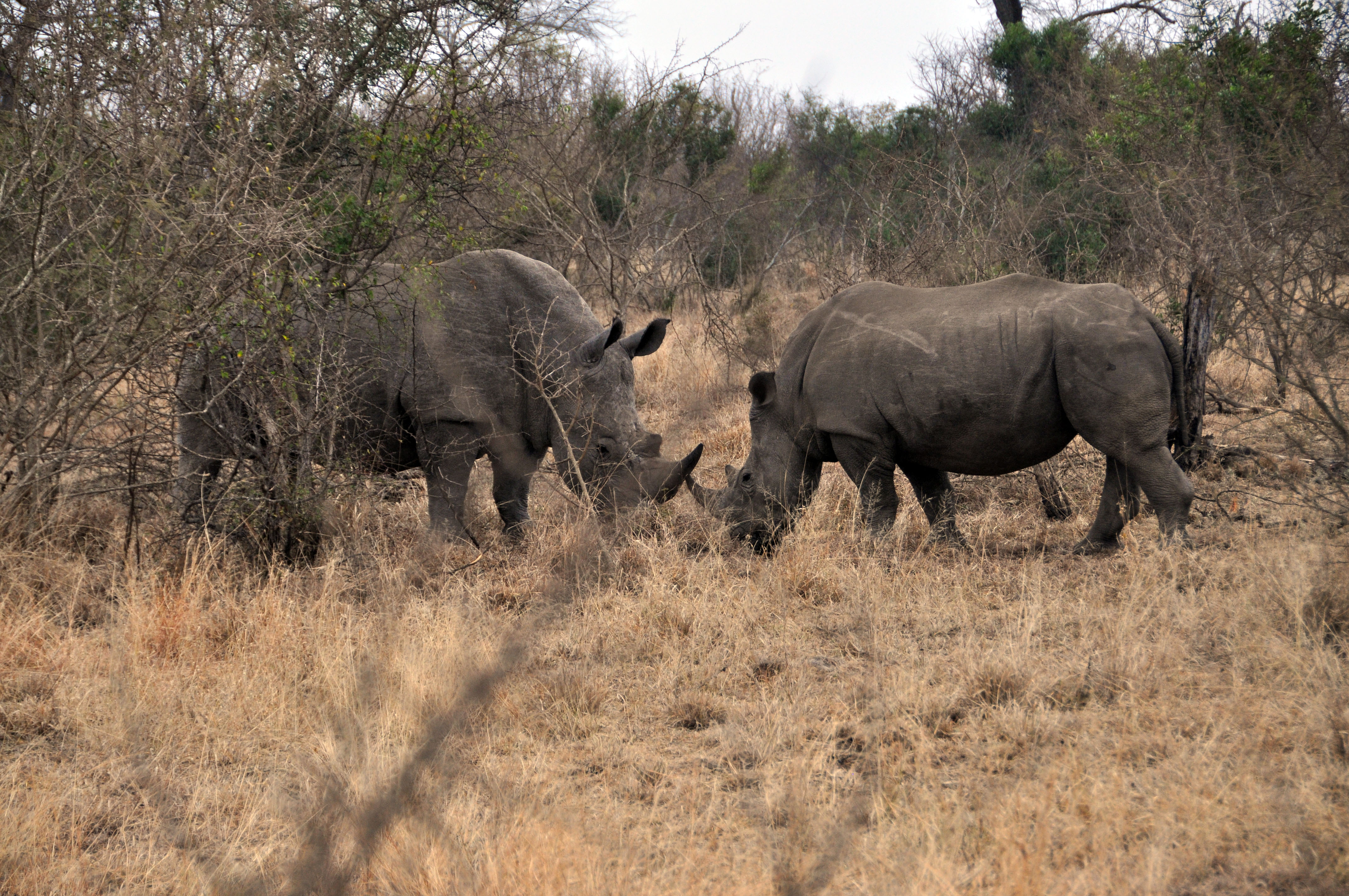
Kruger Nemzeti Park Dél-Afrikában.
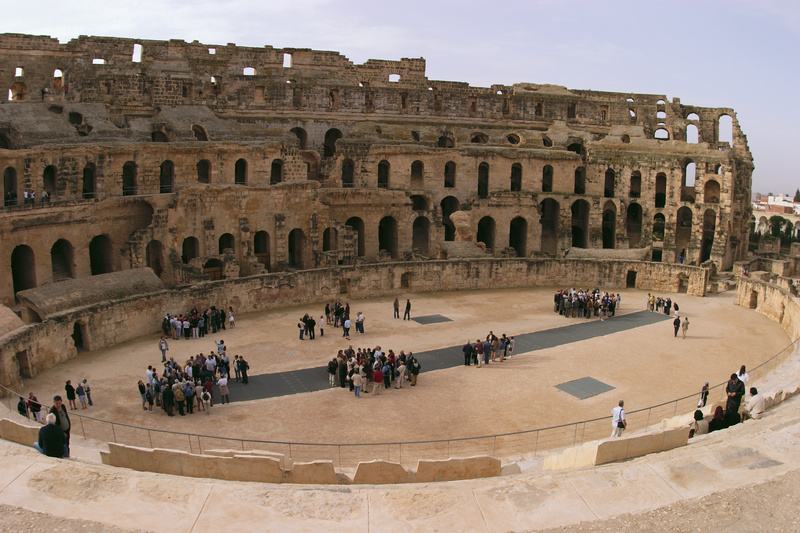
El Djem amfiteátriuma, Tunézia
Viktória-vízesés, Zimbabwe-Zambia.